# 天装戦隊ゴセイジャー
『天装戦隊ゴセイジャー』（てんそうせんたいゴセイジャー）は、2010年2月14日から2011年2月6日まで、テレビ朝日系列で毎週日曜7時30分 - 8時（JST）に全50話が放送された、東映制作の特撮テレビドラマ、および作中で主人公たちが変身するヒーローの名称。タイトルロゴには「天装戦隊ゴセイジャー」の文字とともに「護星者」の漢字名が併記されている。

## 概要
本作品は、「地球を護るために舞い降りた天使」をテーマとしており、戦隊シリーズ初の“天使”をモチーフにした戦隊である。「昨今の暗い世相を吹き飛ばし、希望と幸福の翼となる」意味をこめて設定された。東映エグゼクティブプロデューサーの鈴木武幸は、天使という設定により正義がぶれず安心して観ることができるシリーズであると評している。
また、「敵組織の交代」という実験的な試みが行われた。東映プロデューサーの若松豪は、天使という設定から敵をありきたりな悪魔とはせず、どんな出自の敵でも対応できると考え、同プロデューサーの日笠淳の意見により4つの軍団が登場することとなった。
変身・戦闘に際し、戦隊シリーズでは初めてトレーディングカードが導入され、商品展開上、データカードダスの「スーパー戦隊バトル ダイスオー」との連動がなされた。放映終了後もスーパー戦隊作品とダイスオー（後にダイスオーDX）との連動は稼動が終了した2014年11月まで継続され、本作品と『海賊戦隊ゴーカイジャー』でカードが劇中小道具として使用されている。一方で、カードとは別になりきり玩具と戦隊ロボ両方に対応したゴセイヘッダーも展開しており、シリーズで初めて2種類のコレクションアイテムが存在する作品となった。バンダイデザイナーの野中剛は、本作品はカードの導入を主軸に企画されたが、仮面ライダーシリーズにはない合体ロボットのカテゴリーも重視して後者も加えられたことを証言している。
『炎神戦隊ゴーオンジャー』以来「スーパーヒーロータイム」枠として地上デジタル放送とワンセグで実施されていた番組連動データ放送は、同枠後半の仮面ライダーシリーズ枠で『仮面ライダーオーズ/OOO』の放送が始まった2010年9月5日放送分から本作品独自の番組連動データ放送へ変更となった。
バンダイの決算短信によれば、本作品の放送された2010年のスーパー戦隊グッズ売り上げは92億円となった。

## あらすじ
護星天使、それは太古の昔から人知れず悪の手から地球を護り続けている存在である。
宇宙虐滅軍団ウォースターは、次の標的に地球を選んだ。彼らは地球侵略に護星天使の存在が邪魔だと判断し、護星界と地上を繋ぐ天の塔を破壊するが、地上には5人の見習い護星天使がいた。彼らは天装戦隊ゴセイジャーとして、地球を守るために立ち向かう。
苦しい戦いの末にゴセイジャーはウォースターを倒したが、1万年前の護星天使が「エルレイの匣」に封印した地球犠獄集団・幽魔獣のブロブの膜インとビッグフットの筋グゴンが現代に蘇り、姿を変え現れたチュパカブラの武レドランとともに地球を毒に汚染された世界へと変えようとする。戦いの中で幽魔獣と敵対する戦士・ゴセイナイトが現れ、ゴセイジャーと共闘する。
膜インはエルレイの匣で全ての幽魔獣のパワーを集めた後、自らの体内に隠された粘菌をばら撒いて地球を毒の星に変える計画を実行に移すが、筋グゴンともどもゴセイジャーたちに倒され、野望は阻止された。
幽魔獣を倒したゴセイジャーとゴセイナイトだったが、海底から10サイのロボゴーグやエージェントのメタルA、ロボゴーグによって記憶を消され改造されたサイボーグのブレドRUNら機械禦鏖帝国マトリンティスが現れ、ゴセイジャーたちと敵対する。度重なる地球侵攻作戦でゴセイジャーのデータを集め終えたマトリンティスは総攻撃を開始。戦いの末、ロボゴーグとメタルAは記憶を取り戻したブレドRUNによって倒され、ブレドRUNはゴセイジャーに宣戦布告し姿を消す。
再び現れたブレドRUNは、自身が護星天使・救星主のブラジラであると正体を明かし、地球を1度滅ぼして新たに創造した地球に君臨するため、配下のダークヘッダーをゴセイジャーと戦わせる。
ゴセイジャーたちに倒されたダークヘッダーたちは楔として地球に打ち込まれていく。3つの楔が打ち込まれたことで、ブラジラは地球を滅ぼすネガー・エンドの儀式の準備を整えるが、ゴセイジャーたちに倒される。ブラジラは「救星はならずとも破壊だけは必ず果たす」と笑いながら砕け散り楔に自身の残りのパワーを送り込むが、ゴセイジャーと地球自身が起こした奇跡ゴセイグローバルによって儀式は阻止される。
最終決戦後、ゴセイジャーたちは正規の護星天使へと昇格した。しかし「もっと地球や人間たちのことを知りたい」との希望により地上に滞在することを決め、飛び去っていった。

## 登場人物

### 天装戦隊ゴセイジャー
地球に研修に来ていた見習い護星天使がテンソウダーとゴセイカードによって変身した姿。変身後も本名で呼び合う。メンバー中最年長のハイドがリーダー格ではあるが、最終的な判断や取り纏めはアラタに委ねられることが多い。他方、設定上では「誰がリーダーなのかは明確に決まっておらず、その場その場で柔軟に連携を取って戦う柔軟さが彼らの強さである」とされており、実際にepic35ではリーダーがいないことを敵に指摘されてリーダーを決めて行動したが逆に普段の調子を狂わせてしまうなど、その点が反映された描写もたびたび見られる。
変身前のメンバーは、普段は天知家で住み込みのアルバイトとして働いており、種族ごとにテイストの違うジャケットを着用している。二人一組に分かれて行動する際、種族ごとに行動する場合が多い序盤では、ブルーが単独行動をとることが多いが、途中から種族に関係なく二人一組を組む場合も増え、買い出しなどの際に単独や二人組などでも行動する。また、徐々にレッドが単独で行動する場面も多くなったことから、ピンクとブルーがコンビ扱いになることもある。
集合時の名乗り文句は「地球（）を護るは天使の使命、天装戦隊ゴセイジャー!」。近年の戦隊としては珍しく、メンバーの年齢が明確に設定されている。
- 東映プロデューサーの若松豪は、1年間のドラマを保たせるため5人を見習いと設定したと述べている[4]。

アラタ
スカイック族の青年。21歳。
明るく前向きな性格の者が多いスカイック族の中でも特にマイペースで楽天的な性格。口癖は「とにかくやってみる」。左耳に翼を模したピアスを着けている。平和を愛する思いや正義感が強い好青年で、その前向きさゆえに粘り強さは人一倍で、どんな困難にも絶対に諦めず乗り越えようとする強い心を持っており、仲間が揉めた時にも仲を取り持とうとする。人を見る心や不穏なことやものなど真実を見極める直感力は誰よりも長けており、ビルの屋上など高い場所から人々の想いを読み取ることもできるようであり、それらは望と接触したり、ラシルを救うきっかけにもなっている。
絵が恐ろしく下手で、同じ絵は2度と描けない（これを知っていたのはエリだけ）。また、逆上がりが苦手。
年上の幼馴染であるエリにだけは頭があがらず、彼女にこき使われても困惑はするが反抗することはない。
『帰ってきた天装戦隊ゴセイジャー』では、カフェでバイトをしている。
- アラタの人物像について若松は、レッドが必ずしも明るさや元気さを前面に出さなくてもよいのではないかとの考えから、口数は少なくとも周囲の状況をちゃんと見ており、心身ともに強いレッドとしたことを語っている。

ゴセイレッド
アラタが変身する戦士。名乗り口上は「嵐のスカイックパワー」。
風や雷の天装術を用いる。また、空中からのジャンプ攻撃も得意とする。
- ゴセイレッドのスーツアクターを務めた竹内康博は、従来のレッドを踏襲すると可愛らしさが出ないため、変身前を演じる千葉雄大を観察し、手の置き方などで少年らしさを出すように心がけていたと述べている。また、スカイック族らしさを出すためトランポリンでのアクションを従来より増やしている。

スーパーゴセイレッド
ゴセイレッドの強化形態。名乗り口上は「奇跡の嵐」。

エリ
スカイック族の女性で、アラタの幼馴染。22歳。
スカイック族の中でもアラタに輪をかけて天真爛漫で自由奔放な性格で、いかなることがあっても慌てない度胸があり、気紛れな行動でアラタや他のメンバーを困らせることもしばしば。また、初期は仕切りたがり屋のモネを怒らせることもあったが、次第にいいコンビになっていく。口癖は「なんとかなるなる」。
幼少時はアラタに術を教えており、そのことがのちに自分がコンプレッサーの術を取得する切っ掛けにもなる。
美声の持ち主であり、その歌声は騒音を打ち消し花を咲かせる。好物はイチゴパフェ。料理も作ることがあり、見た目はざっくりしているが味は確かであり、その得意料理の一つである「エリ丼」はさらに見た目はざっくりしているが、味はおいしいとアラタやハイドからのお墨付きをもらう。
『帰ってきた天装戦隊ゴセイジャー』では、小学校の保健室の先生を務めている。
ゴセイピンク
エリが変身する戦士。名乗り口上は「息吹のスカイックパワー」。
風の動きを感じとることができ、素早い空中攻撃を得意とする。また、予測不能な行動をとることも多い。
- ゴセイピンクのスーツアクターを務めた蜂須賀祐一は、当初の「お姉さん」という設定から離れていったため、エリ役のさとう里香とともにキャラクターの方向性について悩んだことを証言している。

スーパーゴセイピンク
ゴセイピンクの強化形態。名乗り口上は「奇跡の息吹」。
テクターから火炎を放つことができる。

アグリ
ランディック族の青年。21歳。
ゴセイジャーで一番の怪力自慢。理屈屋でやや直情的な性格をしている。短距離走が得意。
常に自分を鍛える努力を怠らない熱血漢の努力家。律儀で凝り性な一面がある一方で、敵の策略による偽の陰口で傷つくなど、繊細な一面もある人一倍の照れ屋。大地から気配を感じ取る能力を持つ。口が悪く、いささか怒りっぽい。特製の野菜を使ったランディックジュースを作る。
常にモネのことを心配しており、最終決戦後も他のメンバーが各自違う場所へ飛ぶ中、モネと兄妹で行動をともにし続けている。
『帰ってきた天装戦隊ゴセイジャー』では、モネと共に農業を始めている。
ゴセイブラック
アグリが変身する戦士。名乗り口上は「巌（）のランディックパワー」。
マグマや植物の天装術を用いる。その持ち前の力を活かしたパワフルで豪快な戦闘スタイルを取り、妹・モネとのコンビネーションによる攻撃も多い。
スーパーゴセイブラック
ゴセイブラックの強化形態。名乗り口上は「奇跡の巌」。
ヘビのように脱皮して毒液などを回避する。

モネ
ランディック族の少女で、アグリの妹。17歳。
やんちゃで猪突猛進型の上、ランディック族特有のプライドの高さは兄以上で、特に初期は他の種族を悪しざまに言って平然としていたり、その性格を指摘されてアグリに反発するなど、メンバーを振り回すことが多かったが、仲間を思いやる優しい心の持ち主へと成長していき、病気の少女を励ましに行ったりもした。初期はフリーダムなエリや大人で冷静なハイドと衝突していたが、後にいいコンビになる。また、エリの相談に乗ることも多くなった。
戦闘では、考えずに突破していくことが多いため、特に性格が正反対のハイドからは指摘されることが多かったが、その行動が勝つためのヒントを与えることもある。
植物から気配を感じ取ったり情報を得る能力を持つ。意外と仕切りたがり屋で、退屈が苦手。お笑いが好きだが、秀一郎のネタを聞いた際は、どういうわけか悟りを得て、一時的に冷静な性格のお嬢様口調になった。アグリ曰く「才能があるのに努力を嫌がる」のが欠点で、基本を押さえることを怠ることがある。
『帰ってきた天装戦隊ゴセイジャー』では、アグリと共に農業を始めている。
- 演じるにわみきほは、衣裳合わせの時点ではエリ役のさとう里香と同じぐらいの髪の長さであったが、区別のためショートボブにした。
- にわはチアリーディングの経験があったことから、アクションにハイキックが取り入れられたほか、作中でチアリーディングを披露するシーンも設けられた。

ゴセイイエロー
モネが変身する戦士。名乗り口上は「芽萌（）のランディックパワー」。
素早さを活かした地上攻撃を得意とする。
スーパーゴセイイエロー
ゴセイイエローの強化形態。名乗り口上は「奇跡の芽萌」。
跳躍力が向上している。また、テクターのミラクルタイガーヘッダーの口で噛み付くこともできる。

ハイド
シーイック族の青年。23歳。
ゴセイジャーのメンバーでは最年長であり、皆を纏める実質的リーダー。洞察力に優れ、沈着冷静で生真面目な種族特有の理論派な性格だが、融通の利かない頑固な一面もある。しかも的確な理論武装でダメ出しをするため、アグリを怒らせることも多い（アグリ以外のメンバーには呆れられている）。趣味は読書。
一方、4人とは異なる独特な笑いのツボがある。水に触れることで、その水質を正確に知る能力を持つ。
5人の中では唯一のシーイック族のメンバー。他のメンバーと合流する前、マジスという同族の仲間を失っている。
『帰ってきた天装戦隊ゴセイジャー』では、大学で海を綺麗にするための研究をしている。
ゴセイブルー
ハイドが変身する戦士。名乗り口上は「怒濤のシーイックパワー」。
水の天装術を用いる。冷静かつ慎重に敵の弱点を無駄なく攻め、時には大胆に、と臨機応変な戦闘スタイルを取る。また、水中戦も得意としている。
体を高速回転させて水の渦を作り、相手の高熱攻撃を防ぐシーイックスピンという技を持つ。
スーパーゴセイブルー
ゴセイブルーの強化形態。名乗り口上は「奇跡の怒涛」。
水の玉で全身を覆い、熱攻撃を防ぐことができる。

ゴセイナイト
epic17から登場。1万年前、当時の護星天使とともに幽魔獣と戦った後行方不明になっていた最強のゴセイヘッダーグランディオンヘッダーが氷河の中で地球の自浄作用を受けて騎士形態に超進化した6人目の戦士。ボディカラーはシルバー。幽魔獣の復活に伴い目覚めたため、マスターヘッドやデータスもその存在を知らなかった。名乗り口上は「地球（）を浄める宿命の騎士」。
陸・海・空の3種族の天装術をナイティックパワーとして使え、単独でもゴセイジャー以上の高い万能性と知能を持っているが、ゴセイパワーを自力で回復出来ず、蓄えたパワーを消耗することで力を発揮する。ゴセイジャーの5人のことは変身前後問わず、変身後の名称で呼ぶ。また、ゴセイジャーと通常は別行動をとっており、大抵は戦闘の際に合流することが多く、普段はどこでなにをしているかも描かれることはなかった。
「地球を護る」という使命感は護星天使と共通するものの、当初は自分1人で地球を守るとしてゴセイジャーと協力することはなく、そればかりか人間のことも「地球を汚染する要因を生み出し、過ちを繰り返す存在」と認識しており、幽魔獣を倒すためならば人間が危険にさらされることも顧みずゴセイジャーと衝突していたが、アラタら5人や望と関わりを持つ中で次第に変化が見られるようになり、その後はゴセイジャーの使命感に理解を示し、メンバーへの配慮や叱咤激励も自発的に行うようになる。マトリンティスが出現した時には地球汚染とは無関係である彼らが戦うべき相手か逡巡し、人間こそ支配されるべきという考えに揺れ動いたものの望との触れ合いをきっかけに人間に対し希望を見出し、理解するよう努めるようになる。
物語終盤では、本来の主であったブラジラによってダークゴセイパワーを注入され、彼の配下たる悪の戦士ダークゴセイナイトとしてゴセイジャーの前に立ち塞がるが、アラタとの死闘の末にダークゴセイパワーを使い果たすと共に、アラタの一撃によって彼のゴセイパワーを受けたことで、元のゴセイナイトへと戻った。最終決戦後は再度ゴセイパワーを蓄えるべく、ヘッダーの状態で5人と共に去って行く。

### ゴセイジャーの関係者

#### 護星界
マスターヘッド
護星界に存在する、天使たちより高位の長老的存在。顔のみで手足のない全知全霊の石像のような姿をしている。一人称は「私」。
天の塔が破壊されて通信困難な状態となっているためゴセイジャーとは意思疎通がしにくくなっているが、たまに不完全ながらデータスやテンソウダーなどを使ってメッセージを送ってくる。
epic29でのゴセイナイトとの会話から、彼とはそれまで直接の会話こそなかったものの旧知の間柄であり、マスターヘッドが意志を持つ前にゴセイナイト（当時はグランディオンヘッダー）がほぼ入れ違いの形で眠りについていたことが明かされ、ゴセイナイトにゴセイジャーの教育を頼んでいる。
epic32で天の塔の礎を基にゴセイアルティメットを生み出し、それに伴い身体が消滅。その後、精神のみで異次元をさまよった末、地球に到着。天知博士に事情を明かした上で体を借りて蘇る。
- 決定稿になったゴセイマークのほかにテンソウダーの顔をベースにした案もあった。

データス
epic4から登場。ゴセイジャーのサポートをする護星界の使徒である小型のロボ。研究所にマスターヘッドが密かに送り込んだもので、緊急時に起動するようになっていた。普段は手足を収納したゲーム筐体を装ったスリープモードとなっている。一人称は「僕」。語尾には「です」と付けて喋ることが多い。ゴセイジャーたち5人を「さん」付け、望を「くん」付けで呼ぶ。
ロボット形態となり二足歩行も可能。能力自体は高度なデータ分析・解析能力を有しており、不完全ながらマスターヘッドとの連絡役も兼ねる。あまり長時間データ解析を続けていると熱を持ってしまい目を回すこともある。また、古い素材で作られているため、水などの液体に弱い。
- 待機モードのデザインは『スーパー戦隊バトル ダイスオー』の筐体がモデルとなっている。

マジス / ゴセイグリーン
epic10におけるハイドの回想に登場するシーイック族の見習い護星天使であり、ハイドの親友にして相棒。回想では緑のゴセイクロスを装着したゴセイグリーンに変身していたが、変身後の姿ははっきりと映像内に登場しなかった。かつて5000℃のクラスニーゴをハイドと共に迎え撃つも敵わず、最期の手段として捨て身の攻撃を行い命を落とす。ハイド以外の4人との面識はない。
- 東映のプロデューサー・日笠淳によれば、（放送当時の）マジスの変身後の名称は設定されていなかったが、スタッフの間では変身後のスーツが緑色だったことからゴセイグリーンと呼ばれていた。その後、2015年にプレミアムバンダイで限定販売された『海賊戦隊ゴーカイジャー レンジャーキーセット LOST EDITION』で正式名称として用いられ、モチーフやキャッチフレーズなども設定された。

最強の護星天使
古の護星天使の1人で、幽魔獣の2大ボスの膜インと筋グコンをエルレイの匣に封印して幽魔獣の脅威から地球を救った伝説的英雄であるが、歴史的な偉業を成し遂げたにもかかわらず詳細を知る文献が少ない。マスターヘッドでさえ護星界最強の力を持つ護星天使だったこと以外はよく解っておらず、その後の行方を知る者はいなかったが、実は密かに一万年後の地球に再び舞い降りていた。詳細は#地球救星計画を参照。

#### 天知家
天知 望（）
一人称は「僕」。あるきっかけからアラタと出会い、ゴセイジャーと関わることになった小学4年生。アラタからは「友達」と認められて記憶を消されていないため、地上の人間では唯一護星界と敵組織の存在を知っている。当初は何事もすぐに諦めてしまうような消極的な性格だったが、アラタたちと出会ったことで少しずつ変わっていく。
能天気なアラタのツッコミ役になることもあり、世話焼きな一面もある。絵がうまく、ゴセイナイトを一度見ただけで忠実に描くなど観察力も高い。中盤以降にゴセイナイトが人間に心を開くようになるきっかけとなった。
天知 秀一郎（）
一人称は「私」。民間の天文学者で望の父親。自宅を兼ねた私設の天文研究所「天知天文研究所」で研究に没頭しており、研究熱心なあまり片方ずつ違う靴下をはいたり、服のボタンを掛け違えたりなど、身なりにはかなり無頓着。
ゴセイジャーからは「天知博士」と呼ばれて慕われているが、事件が起こった場合は正体を知られないために部屋から閉め出されることも。普段は研究のことばかり考えているように見えるが、息子への愛情は人一倍深く、アラタたちに対しても優しく接している。
アラタたち5人が護星天使見習いだということは知らず、望の起点から天体に興味を持つ大学生ということになり、「天体に興味を持っている若者がこんなにいて嬉しい」という理由でゴセイジャーの5人の下宿をあっさり受け入れている。仕事部屋には妙に貴族風なハットやワイングラスがあったりする（ワイングラスは妻との結婚記念の大事な宝物）。「素晴らしき星空の会」や「素晴らしき大喜利の会」などの集会に在籍している。
料理も得意でよく振る舞っているが、研究で疲れた脳にはカロリーが必要との独自の理由からかなり分厚いステーキなどのハイカロリー料理が出てくる。
肉体を失ったマスターヘッドが地球に到着した際、マスターヘッドから護星天使たちのことを全て聞いて了解した上で憑依することを了承した。マスターヘッドが憑依した時は普段はない口髭を蓄えている。
天知 裕子（）
望の母親で海外に単身赴任中。望と秀一郎からは「裕子さん」と呼ばれ、秀一郎のことは「天知くん」と呼んでいる。かなり天然な性格らしく、ゴセイジャーたちも様々な逸話を聞かされていた。epic38で一時帰国して会える予定だったが、土産を見ていたら列車に乗り遅れてしまい、時間が無くなり帰ることを取りやめてしまったため電話越しの声での登場のみで、最後まで姿を見せることはない。

## ゴセイジャーの装備・戦力

### 共通装備
テンソウダー
護星天使たちが天装術を増幅・発動するためのアイテム。ゴセイカードと呼ばれる銀色で無地のカードにパワーを込めることで絵柄が出現し、これを「（カード名！）天装！」の発声と同時にテンソウダーにセットすることで効果を発揮する。
普段はベルトの左側に装備されている。口に相当する部分を下へ引き出すと「ガッチャ（＝Gotcha）」というアナウンスを発し、セット後はそのカードの種類と出現する武器などの名前を呼称する。通信機としての機能も備えており、メンバー同士やマスターヘッドとの通信にも使われている。
護星界の歴史上比較的最近作られたもので、パワーをより正確に目的に応じて使うためのもの。よって使用しなくても術が使えないことはないが、他の技と効果が一部混ざってしまったりする。
ゴセイカード
天装術を発動するための天装術の情報が込められているカード。ゴセイジャーへの変身・武器の召喚・ゴセイマシンの天装合体など様々な効果が存在するため、護星天使たちには欠かせない代物である。ベルトのバックルの裏から取り出して使用する。ゴセイナイトのものには全て3桁の認識番号が記されており、使用時にレオンセルラーでこれを入力する必要がある。詳細はゴセイカードを参照。
ゴセイクロス
ゴセイジャーがテンソウダーにチェンジカードをセットすることで装着する防護スーツ。敵からの攻撃による衝撃や毒などのあらゆる外圧を弱め、装着者の運動能力を15倍に高める。マスクの額部分にはゴセイマーク、マスクの横部分にはそれぞれのシンボルがあり、スーツの胸部には自身の種族のエンブレムがある。変身時には、天使の翼のようなオーラが出現する。
- デザインは、上衣の丈が短いセパレート風の意匠が特徴である。

ゴセイブラスター
ゴセイジャー全員が共通して使用するハイパービームガン。ゴセイパワーをエネルギー源とし、厚さ10センチメートルのコンクリートを貫通する強化光弾を毎秒5連射することができる。普段はベルトの右側に携行されている。ホルスターから抜かずに撃つことも可能。
単体でも威力は強いが、ゴセイヘッダーをセットすることで、さらに威力が高まる。ゴセイヘッダー装着時は、上部のターゲットスコープが展開する。また、自動追尾機能も備わる。

### ゴセイウェポン
メンバー毎に異なる武器。ゴセイウェポンカードによって召喚される。
スカイックソード
レッド専用の長剣。
細身で強靭な刃は、太い鋼鉄の柱も真っ二つにしてしまうことができる。アラタは風を切るようにこの剣を振るう。
得意技はドラゴンの尾のように敵を横一閃に斬るレッドブレイク。epic50や『スーパー戦隊199ヒーロー大決戦』などでは、スカイダイナミックの紋章カードをセットして発動する地球とそこに生きている全ての想いを込め、縦一閃に斬るレッドダイナミックも披露した。
- 当初使用していた撮影用プロップは重量があり取り回しづらく、ゴセイレッドのスーツアクターを務めた竹内康博の提案により変わり種のパワードダークが使用した偽ソードを改造したものが後半では用いられた。

スカイックショット
ピンク専用の2連装小銃。
不可思議な弾道の光弾を放つ。
得意技はフェニックスの羽根のように光弾を拡散するピンクトリック。
ランディックアックス
ブラック専用の大斧。
かなりの重量だが、広く堅い刃で分厚い岩盤をも一撃で打ち砕く威力を持つ。epic5ではハイドがその重さと膂力を活かした戦法を披露。
得意技は相手を一刀両断にするブラックアタック。
- ゴセイブラックのスーツアクターを務めた押川善文は、撮影用プロップが重かったことを証言しており、慣れるため片手で素振りをしていたと述べている。また、押川は斧の固定観念にとらわれず様々な持ち方や使い方を試行し、重量のあるアックスを素早く取り回すことでパワーファイターであることを逆説的に表現している。

ランディッククロー
イエロー専用の鉤爪。
軽量だが、金属製の爪は、厚い鋼鉄の板に楽に穴を開け、引き裂いてしまえるほど高い破壊力を持つ。
得意技はサーベルタイガーの牙のように相手を砕くイエローショック。
シーイックボウガン
ブルー専用の特殊弓。
水中でも威力が落ちず、ハイドの意思で軌道を操れるゴセイパワーを込めた光の矢を発射できる。連射可能。
得意技はサメのような速さと破壊力で矢を放つブルーチェック。

ゴセイバスター
上記のゴセイウェポン5つ全てを合体させて完成するクロスボウ型の必殺武器。
必殺技は、各種族の紋章カードをセットして「パニッシュ」の掛け声と共に5人のゴセイパワーを結集させて強力なエネルギーを放つゴセイダイナミック。
中盤以降の敵の大半に、ゴセイダイナミックは通用しなかったが、epic50ではブラジラが放った光線とのぶつかり合いで5人のゴセイブラスターのビームを上乗せして放ち競り勝っている。
スカイバスター
スカイックソード・ショットを合体させた強力砲。
必殺技はゴセイダイナミックカードをセットして「パニッシュ」の掛け声とともに強力な光弾を放つスカイダイナミック。
作中ではepic43にて使用された。
ランドシーバスター
ランディックアックス・クロー・シーイックボウガンを合体させた武器。
必殺技はゴセイダイナミックカードをセットして「パニッシュ」の掛け声とともに強力な光弾を放つランドシーダイナミック。

### スーパーゴセイジャー
epic24から登場した、ミラクルゴセイヘッダーの力でゴセイテクターを装着した強化形態。
専用武器であるゴセイテンソードと呼ばれる剣に各種ミラクルゴセイヘッダーをセットして「超天装!」の掛け声とともに変身する。また強化変身後の各メンバーの名乗りは「奇跡の○○、スーパー××!（○○にはキャッチフレーズの最初の言葉、××には変身後の名前が入る）」、全員集合時の名乗りは「護星の想いの熱き結晶、スーパーゴセイジャー！」。
ゴセイテンソード
ゴセイカードでミラクルゴセイヘッダーとともに召喚される剣で、王錫に剣が付いた姿をしている。透明の球状部分にミラクルゴセイヘッダーを装着、回転させることで、ゴセイジャーをスーパーゴセイジャーに変身させる、強化変身アイテムの役割も兼ね備える。剣の刀身は伸縮自在で、球状部分から各属性の必殺技を放つ。
スーパーゴセイテンソード
ゴセイテンソードにテンソウダーをセットしたミラクルゴセイパワーを解放・増幅させるスーパーゴセイジャーの必殺武器。
必殺技は専用のカードを使用することで、超強力な光弾を放つミラクルゴセイダイナミック。

ミラクルゴセイテクター
各種のミラクルゴセイヘッダーの力で装着する鎧。胸部にはヘッダーの頭部を模したパーツがあり、背部にはヘッダージョイントらしきパーツがある。
両肩のミラクルショルダーテクターは自在に展開し、また胴体部分のアーマーのミラクルゴセイヘッダーの力と相まって、鉄壁の防御力を誇る。脚部のミラクルアンクルテクターはジャンプ力を向上させる。

スーパーゴセイジャーの技
スーパースカイランドシーダイナミック
スーパーゴセイジャーとなった5人がゴセイテンソードにセットされた各種ミラクルゴセイヘッダーのエネルギーを放つ必殺技。
スーパースカイダイナミック
レッドおよびピンクのみで行う必殺技。
スーパーランドダイナミック
イエローのみまたはイエローとブラックで行う必殺技。
スーパースカイランドダイナミック
ブルーを除く全員で行う必殺技。
スーパーレッドブレイク
スーパーゴセイレッドの得意技。ジャンプして空中からゴセイテンソードで斬りつける。
スーパーピンクトリック
スーパーゴセイピンクの得意技。高速回転してゴセイテンソードで斬りつける。
スーパーブラックアタック
スーパーゴセイブラックの得意技。ジャンプして空中からゴセイテンソードで斬りつける。

### ゴセイナイトの装備品
レオンセルラー
ゴセイナイトが天装術を発動するための携帯電話型のゴセイパワー解放器。閉じた状態はライオンの頭部を模ったデザインになっており、ゴセイカードはディスプレイ部分にセットされる。カードに記された解放コードを入力後、本体を閉じるとカードに応じた音声を発し、天装術が発動する。開く時にテンソウダーと同様に「ガッチャ」と音声を発するが、発せられるそれらの声はテンソウダーのそれに対しネイティブ調。テンソウダーやデータスとの通信機能も持つ。
レオンレイザー
ヘッダージョイントを備えたナイト専用のゴセイパワージェネレーター内蔵の万能武器。
通常はゴセイパワーを凝縮した強力な破壊光弾を毎秒6発分放てるハイパワービームガンだが、レオンレイザーソードと呼ばれる剣に変形が可能。
レオンレイザーソードによる得意技はゴセイパワーを刀身に漲らせて敵を斬るナイトメタリック。
ダイナミックレオンレイザー
レオンレイザー・レオンセルラー・バルカンヘッダーを合体させた必殺武器。
紋章カードをセットして「バニッシュ」の掛け声と共に強力な光弾を放つナイトダイナミック。
epic44では一時離脱したゴセイナイトの代わりに、レッドが使用した。
ゴセイジャーの必殺技の際の掛け声は「罰する」を意味する「パニッシュ（Punish）」だが、ゴセイナイトの掛け声は「消え去る、消滅する」を意味する「バニッシュ（Vanish）」である。

### 合体技
スカイコンビブレイク
スカイックの連携技。
レッドがピンクを乗せて飛び、ピンクトリックの後にレッドブレイクを浴びせる。
ランドコンビアタック
ランディックの連携技。
ブラックとイエローが互いのゴセイウェポンを地面に打ち当てて地割れを起こす。
ゴセイスーパーソニック
5人全員の連携技。
各々のゴセイウェポンから打ち出される斬撃、射撃を合体させ、相手にぶつける。
スカイランドシーバレット
5人がそれぞれ、タカ（レッド）・クロウ（ピンク）・クワガ（ブラック）・サイ（イエロー）・ソーシャーク（ブルー）ヘッダーをゴセイブラスターにセットして放つ。
また、恐竜系のヘッダー（プテラとティラノ）をゴセイブラスターにセットして2人で放つ最強恐竜トリックという技もある。
ミラクルゴセイナイトダイナミック
スーパーゴセイジャーとゴセイナイトの合体必殺技。ミラクルゴセイヘッダーのエネルギーにナイトダイナミックのパワーが加わった強力なビームを放つ。
スーパースカイランドシーナイトダイナミック
ダイナミックレオンレイザーとの連携必殺技。epic44でゴセイナイトが一時的に戦線離脱したため、レッドがゴセイテンソードとダイナミックレオンレイザーを構えて使用。

### ゴセイヘッダー
様々な動物や伝説獣（空想上のものや、古代生物を含む）の頭部の形に似た巨大生物が小型化されたメカ生命体で、自分の意志を持っており、大きさも変化する。普段は護星界にある誰も知らない秘密の島ヘッダーアイランドで石化し待機している。ゴセイヘッダーカードによって召喚される。ゴセイブラスターにセットすることで各個人用のゴセイブラスターの銃口になる。また、特定の乗り物に接触することで後述のゴセイマシンに実体化する。
『海賊戦隊ゴーカイジャー』では、ゴセイジャーの大いなる力として、ゴセイグレートを構成する5体にシーイックブラザー・ランディックブラザー・スカイックブラザーを加えた14体のヘッダーが登場した。また、『海賊戦隊ゴーカイジャー THE MOVIE 空飛ぶ幽霊船』にもドラゴンヘッダーのみ登場。
- 2010年に放送することから、銃をモチーフにするという流れが当初からあったため、弾丸から生まれたものとなっている[44]。過去の戦隊にはない遊びとしてブロック玩具のような組み替えを取り入れることとなった[44]。バンダイデザイナーの野中剛は、単体で頭部のみとするか動物のフォルムを持たせるかの検討に苦労したことを語っている[5]。

ドラゴンヘッダー
レッド専用でドラゴンがモチーフ。ゴセイブラスター装着時の得意技は自動追尾するビームを放つドラゴンバレット。
フェニックスヘッダー
ピンク専用でフェニックスがモチーフ。ゴセイブラスター装着時の得意技はフェニックスバレット。
スネークヘッダー
ブラック専用でヘビがモチーフ。ゴセイブラスター装着時の得意技はスネークバレット。
- クネクネした動きは、操り棒を下に付けており、セットの下から寝そべって動かしている。

タイガーヘッダー
イエロー専用でサーベルタイガーがモチーフ。ゴセイブラスター装着時の得意技はタイガーバレット。俊敏で、攻撃力も高い。
シャークヘッダー
ブルー専用でサメがモチーフ。ゴセイブラスター装着時の得意技はシャークバレット。
シーイックブラザー
ソーシャークヘッダー・ハンマーシャークヘッダー・マンタヘッダーの3体のシーイック族専用のパートナー。ゴセイブルーが召喚する。海での戦いを得意とする。順にシーイックゴセイグレートの右手・左手・頭部になる。
マンタヘッダーは側頭部の斧、ソーシャークヘッダーは3連バズソー（丸鋸）、ハンマーシャークヘッダーは硬いハンマーが武器。また、他の3人のゴセイブラスターにセットして使用することで、シャークヘッダーとの合体攻撃シーイックバレットを放つ。
ランディックブラザー
クワガヘッダー・サイヘッダー・ティラノヘッダーの3体のランディック族専用のパートナー。陸での戦いを得意とする。ゴセイブラックとイエローが召喚する。順にランディックゴセイグレートの頭部・右足首・左足首になる。3体同時にビームを放つランディックブラザーアタックという技を持つ。
クワガヘッダーは巨大なハサミ、サイヘッダーは鋭いドリル、ティラノヘッダーは太い牙が武器。また、ゴセイブラスターにセットして使用することで、それぞれクワガバレット・サイバレット・ティラノバレットを放つ他、他の3人（レッド・ピンク・ブルー）のゴセイブラスターにセットして使用することで、スネークヘッダー・タイガーヘッダーとの合体攻撃ランディックバレットを放つ。
エキゾチックブラザー
epic8に登場した、青緑・紫・橙・黄緑の色違いのドラゴンヘッダー4体1組の総称。
出鱈目のファンダホーの光線を浴び天装術を制御できなくなったアラタが、ドラゴンヘッダー（赤）を召喚するために無地のカードにたまたま近くにあったクレパスで直接ドラゴンヘッダーの絵を描き天装した際に、エキゾチックブラザーのカードに変化して具現化された。エキゾチックゴセイグレートの翼部分に接続される（右から水色・紫・オレンジ・黄緑の順）。口から吐き出す火炎放射や体当たりを得意とする。
スカイックブラザー
タカヘッダー・クロウヘッダー・プテラヘッダーの3体のスカイック族専用のパートナー。空での戦いを得意とする。ゴセイレッドとピンクが召喚する。順にスカイックゴセイグレートの頭部・右肩上部・左肩上部の翼部分に接続される。他に、分離状態の3体が敵の周りを旋回して巻き起こすスカイックトルネードで敵を凍らせ、動きを封じる。
アクロバット飛行が得意なタカヘッダー、分身戦法で敵を撹乱し巨大なくちばしを持つクロウヘッダー、ミサイルのように突撃するプテラヘッダーの3体で構成される。また、ゴセイブラスターにセットして使用することで、それぞれタカバレット・クロウバレット・プテラバレットを放つ他、ランディックバレット同様、他の3人（ブラック・イエロー・ブルー）のゴセイブラスターにセットして使用することで、ドラゴンヘッダー・フェニックスヘッダーとの合体攻撃スカイックバレットを放つ。
ハイパーチェンジヘッダー
データスをデータスハイパーにチェンジさせるための特殊なヘッダーで、データスハイパーの頭部になる。他の各種ヘッダーと異なり動物の形状は模しておらず、いち早くデータスの元へ来られるよう弾丸状のフォルムをしている。
バルカンヘッダー
ライオンがモチーフのヘッダー。レオンレイザーにセットして使用する。
グランディオンヘッダー
ゴセイナイトの本来の姿で、ゴセイナイト本人が天装術によって変身するライオン型の最強のヘッダー。作中はヘッダーでの登場は巨大戦、またepic42でロボGたちの発射したミサイルを撃ち落としたりと、もっぱら巨大化状態での登場だった。
『スーパー戦隊199ヒーロー大決戦』ではレンジャーキーとして力を奪われた影響で、他のヘッダーと同様に小型化しても登場した。
- 従来のゴセイヘッダーとの差別化から3形態に変形するものとなり、ゴセイナイトと同時でデザインが進められた。

ミラクルゴセイヘッダー
ミラクルドラゴン・フェニックス・スネーク・タイガー・シャークヘッダーの5体1組の総称。
1万年前の護星天使が誰もコントロールできなかった強大なパワーの持ち主であるため、ミラクルドラゴンヘッダーはアバレヘッダーとも呼ばれていた。長らく地球に封印されていたが、石剣状に変化していたミラクルドラゴンヘッダーが武レドランに奪われ悪用されてしまう。しかし、ヘッダー自身がそのパワーをコントロールできずに怯えていたことに気付いたアラタたちが心を通わせるで新たに制御させることに成功し、眠っていた残る4体とともにゴセイジャーへ新たな力を与えた。
ボディカラーが金色である点が共通の特徴である。
スペック
データは全て巨大時を記載。
| 名称                     | 全高           | 全幅           | 全長           | 重量          | スピード         | 出力             |
| ------------------------ | -------------- | -------------- | -------------- | ------------- | ---------------- | ---------------- |
| ドラゴンヘッダー         | 9.2 m[43][45]  | 8.2 m[43][45]  | 8.7 m[43][45]  |               |                  |                  |
| フェニックスヘッダー     | 6.6 m[43][45]  | 5.9 m[43][45]  | 9 m[43][45]    |               |                  |                  |
| スネークヘッダー         | 7.3 m[43][45]  | 6.2 m[43][45]  | 9.8 m[43][45]  |               |                  |                  |
| タイガーヘッダー         | 7.3 m[43][45]  | 6.2 m[43][45]  | 9.8 m[43][45]  |               |                  |                  |
| シャークヘッダー         | 6.7 m[43][45]  | 6.4 m[43][45]  | 9.8 m[43][45]  |               |                  |                  |
| ソーシャークヘッダー     | 9.6 m[43][45]  | 7.3 m[43][45]  | 22.9 m[43][45] | 80 t[43][45]  | 140 kt[43][45]   | 40万馬力[43][45] |
| ハンマーシャークヘッダー | 9 m[43][45]    | 9.9 m[43][45]  | 14.2 m[43][45] | 70 t[43][45]  | 120 kt[43][45]   | 30万馬力[43][45] |
| マンタヘッダー           | 6.9 m[43][45]  | 18.1 m[43][45] | 13.1 m[43][45] | 70 t[43][45]  | 160 kt[43][45]   | 30万馬力[43][45] |
| クワガヘッダー           | 6.7 m[43][45]  | 7.8 m[43][45]  | 16.7 m[43][45] | 70 t[43][45]  | 700 km/h[43][45] | 30万馬力[43][45] |
| サイヘッダー             | 9.6 m[43][45]  | 7.8 m[43][45]  | 19 m[43][45]   | 80 t[43][45]  | 500 km/h[43][45] | 40万馬力[43][45] |
| ティラノヘッダー         | 8.2 m[43][45]  | 7.8 m[43][45]  | 14.5 m[43][45] | 70 t[43][45]  | 600 km/h[43][45] | 30万馬力[43][45] |
| タカヘッダー             | 9.9 m[43][45]  | 8.2 m[43][45]  | 14.9 m[43][45] | 80 t[43][45]  | マッハ1[43][45]  | 40万馬力[43][45] |
| クロウヘッダー           | 9.8 m[43][45]  | 7.5 m[43][45]  | 16.1 m[43][45] | 70 t[43][45]  | 900 km/h[43][45] | 30万馬力[43][45] |
| プテラヘッダー           | 9.9 m[43][45]  | 7.6 m[43][45]  | 17.6 m[43][45] | 70 t[43][45]  | 800 km/h[43][45] | 30万馬力[43][45] |
| ハイパーチェンジヘッダー | 7.5 m[43][45]  | 7.1 m[43][45]  | 10.5 m[43][45] | 100 t[43][45] | 700 km/h[43][45] | 50万馬力[43][45] |
| グランディオンヘッダー   | 14.2 m[43][45] | 13.1 m[43][45] | 9.4 m[43][45]  |               |                  |                  |

### ゴセイマシン
各ゴセイヘッダーがより機動的に戦うため、地球の人間の乗り物をスキャニングしてボディーを実体化させた戦闘形態で、伝説のマシン。ゴセイマシンカードによって召喚される。
モチーフは神話・伝承に登場する生物である。ゴセイヘッダーをベースにしていないゴセイアルティメットも含め、全てのマシンは自立運動することが可能。
ゴセイドラゴン
ドラゴンヘッダーがジェット旅客機の姿を得たレッド用ゴセイマシン。空中戦に秀でており、ゴセイマシン随一の攻撃力を持つ。口から火炎のブレスを吐き、鋭い剣のような尾で敵を切り裂く。脚部の爪をミサイルとして放つ。
ゴセイグレートの頭部と胴体になり、尻尾と頸部はそれぞれドラゴンソードの刀身と柄になる。
ゴセイフェニックス
フェニックスヘッダーが戦闘機の姿を得たピンク用ゴセイマシン。口からフェニックスビームという光線を吐く。コンパクトなボディを活かしたアクロバット飛行も得意。レーダー波を乱反射するステルス性質を発揮して飛行する。
ゴセイグレートの左腕になる。
ゴセイスネーク
スネークヘッダーがN700系新幹線の姿を得たブラック用ゴセイマシン。ボディを直線にすることで、超特急の速さで大地を走行する。障害物の多い悪路も蛇行し、巧みに周囲の敵を撹乱する。長い全身をしならせて、巨大なムチのように体当たり攻撃を放つ。
ゴセイグレートの腰、右脚・左太腿になる。
ゴセイタイガー
タイガーヘッダーがブルドーザーの姿を得たイエロー用ゴセイマシン。サーベルタイガーのような鋭い牙で敵の急所を噛み砕き、敵を巨大な口で捕らえて地面に叩きつけて投げ飛ばすなど、陸上戦において様々な攻撃術を持つ。
ゴセイグレートの左脚（膝から下）になる。
ゴセイシャーク
シャークヘッダーが潜水艦の姿を得たブルー用ゴセイマシン。水中戦に秀でており、サメのように高速で進み、高感度ソナーを駆使して、敵の位置を正確に捉える。攻撃手段はボディ側面の魚雷と噛みつき。
ゴセイグレートの右腕になる。
ミスティックブラザー
ダチョウ型のミスティックランナーと、2対のヘッダーが合体したエッグヘッダーを合わせた三位一体のブラザーの総称。ゴセイジャーが召喚し、ミスティックランナーの背に、エッグヘッダーが卵形に合体した状態で乗っている姿で召喚される。雷のエネルギーを宿しているため、電撃での攻撃に秀でている。
口から緑色の稲妻を発生させ電撃攻撃をすることもできるが、高速による猛アタックや、エッグヘッダーをサッカーボールのように使った攻撃も得意とする。
- ロボに合体後は全部を作るとバランスが悪くなることから、軸と首の部分のみ作り、脚などはCGのパーツをくっつけている。

グランディオン
グランディオンヘッダーがダンプトラック（オフロードダンプ）の姿を得たゴセイマシン。ランディック族の特性に秀でており、ライオンの四肢のように鍛えられあらゆる場所を走破可能な6輪のタイヤの部分からはミサイルを放つことが可能。氷河で磨かれた鋭い爪での攻撃と猛スピードによる突進の戦法を得意とする。
必殺技はグランディオンヘッダーの口からゴセイパワーを放ち、それと同時に無数のミサイルを一斉発射するグランディオンイレイザー。
ゴセイグランドの頭頂から膝部分になる。
ナイトブラザー
シーイック族の特性に秀でるライオン型のシーレオンヘッダーが豪華客船の姿を得ることで生まれた海上での戦いが得意なシーレオンと、スカイック族の特性に秀でるライオン型のスカイオンヘッダーが飛行船の姿を得ることで生まれた音速で空を飛行するスカイオンを総称したゴセイナイト専用のパートナーのゴセイマシン。
シーレオンはゴセイグランドの右足、スカイオンはゴセイグランドの左足を形成する。
ゴセイアルティメット（マシンモード）
再建中だった「天の塔」の礎石にマスターヘッドが自身と護星界の全ての力を注ぎ込むことで誕生させた究極のゴセイマシンの飛行形態。
その姿は大型の飛行戦艦で、5体のミラクルゴセイヘッダーを搭載することにより、いかなる次元の空をも翔る。さらに、天装巨人形態にも変形可能。
武器はミサイルと、機首と翼に備えたビーム砲。
幽魔獣との最終決戦で危機に陥ったゴセイジャーを救うために急遽生み出されたが、その代償は大きく、マスターヘッドは力尽きて消滅し、天の塔の再建も中挫してしまった。
他のゴセイマシンとは誕生の経緯が違うため、ゴセイマシンの中で唯一、ヘッダーが先頭部に位置しない。
- 実際のメカを踏襲したものではないためイメージで作っており、最初は岩のようになっており、ヘッダー＝顔であることからマスターヘッドに見えるようになっている。昔の超合金のCMのように格好良く見せるために、登場と変形は謎の岩山でやっており、天の塔が完成する前の護星界をイメージしている。

ゴセイワンダー
ゴセイバードの翼の部分にカブト・クロコダイル・エレファント・ドルフィンヘッダーが接続されたゴセイマシン。
詳細は天装戦隊ゴセイジャー エピックON THEムービーを参照。
スペック
データは全て巨大時を記載。
| 名称                                 | 全高           | 全幅                                        | 全長                                                    | 重量            | スピード          | 出力                |
| ------------------------------------ | -------------- | ------------------------------------------- | ------------------------------------------------------- | --------------- | ----------------- | ------------------- |
| ゴセイドラゴン                       | 16.5 m[47][48] | - 18.3 m[47][48] - （翼長：61.4 m[47][48]） | 60.7 m[47][48]                                          | 1,000 t[47][48] | マッハ1.2[47][48] | 500万馬力[47][48]   |
| ゴセイフェニックス                   | 10.5 m[47][48] | 14.5 m[47][48]                              | 20.8 m[47][48]                                          | 200 t[47][48]   | マッハ1[47][48]   | 100万馬力[47][48]   |
| ゴセイスネーク                       | 11.2 m[47][48] | 7.5 m[47][48]                               | 60.3 m[47][48]                                          | 500 t[47][48]   | 400 km/h[47][48]  | 300万馬力[47][48]   |
| ゴセイタイガー                       | 11.2 m[47][48] | 8.7 m[47][48]                               | 28.6 m[47][48]                                          | 400 t[47][48]   | 300 km/h[47][48]  | 200万馬力[47][48]   |
| ゴセイシャーク                       | 10.5 m[47][48] | 10.8 m[47][48]                              | 30 m[47][48]                                            | 200 t[47][48]   | 150ノット[47][48] | 100万馬力[47][48]   |
| ミスティックランナー                 | 25.4 m[49][48] | 13.8 m[49][48]                              | 22.4 m[49][48]                                          | 400 t[49][48]   | 800 km/h[49][48]  | 200万馬力[49][48]   |
| エッグヘッダー                       | 11 m[43][45]   | 直径：7.8 m[43][45]                         |                                                         | 100 t[43][45]   |                   | 50万馬力[43][45]    |
| グランディオン                       | 25.5 m[49][48] | 33 m[49][48]                                | 37 m[49][48]                                            | 1,500 t[49][48] | 600 km/h[49][48]  | 800万馬力[49][48]   |
| シーレオン                           | 11.4 m[49][48] | 8.9 m[49][48]                               | 30 m[49][48]                                            | 500 t[49][48]   | 160ノット[49][48] | 300万馬力[49][48]   |
| スカイオン                           | 12.6 m[49][48] | 22.9 m[49][48]                              | 30.9 m[49][48]                                          | 500 t[49][48]   | マッハ1[49][48]   | 300万馬力[49][48]   |
| ゴセイアルティメット（マシンモード） | 24.3 m[51][52] | 63.2 m[51][52]                              | 57.8 m[51][52]                                          | 3,200 t[51][52] | マッハ1.2[51][52] | 1,800万馬力[51][52] |
| ゴセイワンダー                       | 18.3 m[49][48] | - 18.3 m[49][48] - （翼長：61.4 m[49][48]） | - 51.6 m[49][48] - （ゴセイバード全長：47.7 m[49][48]） | 1,300 t[49][48] | マッハ1[49][48]   | 640万馬力[49][48]   |

### 天装巨人
ゴセイマシンやヘッダーが合体や単体で変形した巨大ロボ。いわゆるマシン・メカの類ではなく機械生命体と呼ばれるものに該当するが、コクピット内の操縦桿は現実の戦闘機などに見られるものに近い。
各自がビクトリーチャージカード（ゴセイアルティメットのみアルティメットチャージカード）によって必殺技を発動する。

#### ゴセイグレート
コンバインカードによって、ゴセイドラゴン・フェニックス・スネーク・タイガー・シャークが天装合体して完成する天装巨人。合体後は集合コクピットに全員移動する。
飛行能力を持ち、武器はゴセイドラゴンのパーツで構成されたドラゴンソード。普段は斜めの状態で背中にジョイントする。胸部のドラゴンヘッダーの口から火炎ブレスを吐くことも可能である。また各ヘッダーは本体から分離し、本体の動きに連動して発射するヘッダーアタック（遠隔操作攻撃）が可能で、ヘッダーパンチやヘッダーキックなどの天装術の技を持つ。敵の攻撃などでヘッダーを失っても活動可能だが、ソードを保持できないなど戦闘力は低下する。
必殺技は上空から急降下し、聖なる炎で包んだドラゴンソードで敵を切り裂くグレートストライク。
ヘッダーが合体できるジョイントが全身各部にあるのが特徴で、ヘッダーブラザーとの合体で一部の能力を強化させることができる。その際、ブラザーが合体するジョイント部分にあったヘッダーは膝のジョイントに移動し、合体するブラザーによって翼の向きも変化する。
『ゴーカイジャー ゴセイジャー スーパー戦隊199ヒーロー大決戦』の冒頭では、破損した姿で横たわっており、この理由は地上戦の前にザンギャックの大艦隊と戦隊ロボの総力戦があり、そこで戦隊ロボは全滅した戦いの結果だと、パンフレットでは脚本の荒川が理由を語っている。
- 当初、ドラゴンヘッダーは胸部ではなく武器に付いていたが、動きの枷が増えそうであったことから胸部となった[46]。

シーイックゴセイグレート
シーイックブラザーがゴセイグレートと合体して完成する海属性形態。
右目が典型的な海賊を彷彿とさせる眼帯シーイックアナライズとなっており、超感度ソナーによって敵のデータをスキャンする。海での戦いに秀でており、ゴセイグレートを上回る攻撃力を持ち、ヘッドパット攻撃などを得意とするなど攻撃方法も多彩。
必殺技は、右腕の3連バズソー（丸鋸）と左腕のハンマーの連続攻撃シーイックストライク。
アナザーシーイックゴセイグレート
通常のシーイックゴセイグレートとはブラザーの合体位置が異なり、シャーク・ドラゴン・フェニックスの位置にマンタ・ソーシャーク・ハンマーシャークが合体する。
ブラザーが合体する位置にあったヘッダーは完全に分離してしまう。

ランディックゴセイグレート
ランディックブラザーがゴセイグレートと合体して完成する大地属性形態。
陸上での戦いに秀でており、サイヘッダーのキャタピラとティラノヘッダーの車輪でローラースケートのように猛スピードで敵を追跡し、頭突き攻撃クワガヘッドバットや、左足のキックティラノキックで攻撃する。
必殺技は、サイヘッダーのドリルによる跳び蹴りで敵を粉砕するランディックストライク。
アナザーランディックゴセイグレート
通常のランディックゴセイグレートとはブラザーの合体位置が異なり、シャーク・ドラゴン・フェニックスの位置にサイ・クワガ・ティラノが合体する。
ブラザーが合体する位置にあったヘッダーは完全に分離してしまう。

エキゾチックゴセイグレート
エキゾチックブラザーがゴセイグレートと合体して完成する特殊形態。
ゴセイドラゴンの翼を正面に転回させ、そこに右側から順に水色、紫、オレンジ、黄緑と並び、ドラゴンヘッダー（赤）を中心として多頭竜のような外観をしている。
各ヘッダーが砲塔の役割をしており、敵を胸部からミサイル弾の連続発射で圧倒する。必殺技は5色の超高温火炎で敵を焼きつくすエキゾチックストライク。
特異な存在であるため、ビクトリーチャージのカードを使用しなくても必殺技が発動できる。
一度しか登場していない特殊な形態であるため、公式サイトには記載されていない。
スカイックゴセイグレート
スカイックブラザーがゴセイグレートと合体して完成する空属性形態。
頭部となるタカヘッダーは合体に際して展開し、三つの同型の顔が現れる。空での戦いに秀でており、飛行能力が強化され、スカイックブラザーの各ヘッダーから超振動ビームを共振させて放つ衝撃波スカイックソニックブームを発生する。
必殺技はタカヘッダーを閉じた状態でスカイックブラザーのヘッダーを上方に向け、炎で全身を包み、紅蓮の火の鳥となって体当たりするスカイックストライク。
ミスティックゴセイグレート
ミスティックブラザーがゴセイグレートと合体して完成する特殊形態。
ミスティックランナーが足をプロペラ状に変形させ、その足先に二つに分かれたレッグアームに変形したミスティックランナーにエッグヘッダーを装着し、その状態になったミスティックブラザーがグレートの左腕のゴセイフェニックスのジョイントに結合する。
必殺技はレッグアームを回転させ、ゴセイパワーをエッグヘッダーに充填し、足先からエッグヘッダーを飛ばし、相手を二つのエッグヘッダーで包みこみカプセル状のゴセイパワーで敵を包み込み爆砕させるミスティックストライク。
エキゾチックゴセイグレート同様、ビクトリーチャージのカードを使用しなくても必殺技は発動可能。
スカイランドシーゴセイグレート
epic50にてブラジラにヘッダーアタックをした際にヘッダーがダメージを受けたため、召喚したヘッダーブラザーを急遽合体させた特殊形態。
ドラゴン・フェニックス・スネーク・タイガー・シャークの位置にクワガ・ハンマーシャーク・サイ・ティラノ・ソーシャークが、頭部にタカヘッダーが合体している。
必殺技は全身から漲る無限のゴセイパワーを一斉放射するスカイランドシーストライク。

#### データスハイパー
巨大化、変形したデータスにハイパーチェンジヘッダーが頭部として合体（ハイパーチェンジ）した巨大ロボット形態。「データスハイパー、アップグレード!」の合図で戦闘開始。
一人称が「俺」に変わり、声のトーンも変化、口調も荒っぽくなり性格も好戦的になる。
パンチ攻撃データスパンチを主とした格闘戦や、任意でデータスに戻ることで意表を突いたトリッキーな戦法を得意とする。
必殺技は、胸部から発射するビーム光線データスダイナミッククラッシュ。発動時は腰からゴセイカード状のエネルギー渦で、ビームのパワーを増幅する。
ミスティックデータスハイパー
データスハイパーとミスティックブラザーが合体して完成する最強形態。中央から分割したエッグヘッダーをグローブのように両拳を覆うように装着し、ミスティックランナーはプロペラ状に変形して、ハイパーチェンジヘッダーとデータス本体で挟み込んだ状態で頚部に合体する。
そのままレッグアームをローターのように回転させることで飛行が可能。両拳から衝撃波を放つ。
epic23では飛ばされたエリとモネを助けるためにエッグヘッダーを両手に装着せずに登場した。
ハイパーゴセイグレート
epic12から登場。デュアルコンバインカードによってゴセイグレートとデータスハイパー、そして他の9体のゴセイヘッダー（スカイック・ランディック・シーイックブラザー）が天装合体して完成する天装巨人。
データスがグレートの背面に逆立ち状態で背中合わせに合体し、ハイパーチェンジヘッダーを含めた10体のヘッダーがそれぞれ各部へ合体する巨人である。マスクにはデータスの胸の飾りが装着される。なお、ドラゴンソードは合体パーツに含まれない。各ヘッダーの合体位置は下記の合体一覧を参照のこと。
両腕のソーシャークとクワガや、上半身のヘッダーから放つビーム光線を武器に戦う。
必殺技は、全エネルギーをヘッダーに集めて、弾丸のように一斉発射して攻撃するハイパーヘッダーストライク。

#### ゴセイグランド
グランディオンとナイトブラザーが変形プログラムを開放し、天装合体して完成する天装巨人。
超進化による無敵の防御力を備えているため武器を持たずに戦い、シーレオンキックやスカイオンヘッダーを射出するなどのキック技ヘッダーキックなどの打撃技を得意とする。
必殺技は両肩から発射したイレイザーミサイルとともにロケットのように突進し敵を打ち砕くグランドラスティック。ミサイルを発射しないバージョンもある。
- モチーフをもっとわかりやすくするために全てのマシンをライオンモチーフにすることとなった[44]。プロポーションはグランドゴセイグレートの合体を前提にして逆算したものとなっている[44]。

グランドゴセイグレート
epic22から登場。ゴセイグレートとゴセイグランドがデュアルコンバインカードによって天装合体した天装巨人。この形態の時はコクピットのゴセイマーク部分がグランディオンヘッダーに変化する。
グレートの胴体と脚部を中心核に足首にグランドの腕（グランディオンの下部）、グレートの胴体の上にグランドの胴体+ドラゴン、右腕はシーレオンを軸にシャーク（シーレオンの上部）+スネーク（シーレオンの右横）、左腕はスカイオンを軸にフェニックス（スカイオンの上部）+タイガー（スカイオンの左横）、腰部にグランドのパーツが追加装甲を構成、頭部にグランドの頭部（グランディオン）が変形（ゴセイナイトの足の部分が展開）して完成する。
武器はグランドの胸部装甲とドラゴンソード・クワガヘッダーが合体して完成する刺叉の槍ゴセイランサー。先端をマンタやタカに換装でき、クワガは伸縮自在な地割れ攻撃、マンタは津波を操る、タカは音波攻撃がそれぞれ可能となる。
必殺技はグランドグレートストライク。ゴセイランサーに装着しているヘッダーによって技の内容が異なり、クワガの場合はランサーを振り下ろすと同時に地面から吹き上がる炎で敵を焼き尽くす、タカの場合はヘッダーを閉じた状態でランサーを伸ばして敵を貫く。ビクトリーチャージ時のセリフは「地球（）を傷つけ汚す魂に、護星の使命が天罰を下す!」。
- スーツアクターを務めた日下秀昭は、後年のインタビューでスーツが重く印象に残った戦隊ロボとして挙げている。

グランドハイパーゴセイグレート
天装戦隊ゴセイジャーVSシンケンジャー エピックon銀幕を参照。2012年時点で、構成パーツ数が最も多い合体ロボである（18体）。

#### ゴセイアルティメット
飛行形態のマシンモードが変形した天装巨人。5つのミラクルゴセイヘッダーが、5方向から花弁を閉じるように変形して胸部へ集まり、マスターヘッドを思わせる巨大な顔を形成する。
武器はゴセイマシン形態で両翼先端にマウントされていた二振りの剣アルティメットソード。また胸部を展開してバルカン砲を放つこともできる。
必殺技は胸部を展開してゴセイパワーを胸のミラクルゴセイヘッダーに集めて増幅させ、ヘッダーに乗せて射ち出すアルティメットストライク。
ゴセイグレート搭乗時にゴセイジャーはゴセイテクターを外していたが、ミラクルゴセイヘッダーの力が主となるゴセイアルティメットにはゴセイテクターを装着したまま搭乗する。また、epic49では楔を抑えるためマスターヘッド自らが一体化し操っている。
- 一体で玩具が遊べるように単体で変形するものとなった[44]。

アルティメットゴセイグレート
アルティメットコンバインカードの力でゴセイグレートの背中にゴセイアルティメット（マシンモード）を天装合体させた天装巨人の最強形態。
アラタの発案で無理矢理誕生した形態であるため合体および必殺技のカードを必要とせず、その場でアラタが命名した形態であり、アルティメットソードを武器とする。合体を解除し、そのままゴセイアルティメットの上に搭乗することも可能。ゴセイグレートと同時出撃も可能である。合体することで、ゴセイパワーをエネルギーとして爆発噴射させるゴセイオーグメンターが起動し、瞬時に最高飛行速度に到達し、大空を飛行する。
必殺技はアルティメットソードを柄の部分で合体させた弓から無数に分かれる光の矢を放つアルティメットグレートストライク。
- ゴセイグレートはサーボモーターの入ったミニチュアを作っており、カットごとに弓を引き絞る動きなどのプログラミングをしている。

#### ワンダーゴセイグレート
ゴセイワンダーを構成するゴセイバードと、ゴセイフェニックス・ゴセイスネーク・ゴセイタイガー・ゴセイシャークと同様の本体を持ったゴセイマシンになったカブト・クロコダイル・エレファント・ドルフィンそれぞれのヘッダーが天装合体して完成する天装巨人。詳細は天装戦隊ゴセイジャー エピックON THEムービーを参照。

#### スペック
| 名称                           | 全高   | 全幅                        | 胸厚   | 重量    | スピード                                  | 出力        |
| ------------------------------ | ------ | --------------------------- | ------ | ------- | ----------------------------------------- | ----------- |
| ゴセイグレート                 | 44 m   | - 33.5 m - （翼長：61.4 m） | 25.5 m | 2,300 t | - 400 km/h（走行時） - 800 km/h（飛行時） | 1,200万馬力 |
| シーイックゴセイグレート       | 50.2 m | - 33.5 m - （翼長：61.4 m） | 25.5 m | 2,520 t | 160ノット                                 | 1,300万馬力 |
| ランディックゴセイグレート     | 53 m   | - 33.5 m - （翼長：61.4 m） | 25.5 m | 2,520 t | 700 km/h                                  | 1,300万馬力 |
| スカイックゴセイグレート       | 55.9 m | - 33.5 m - （翼長：61.4 m） | 25.5 m | 2,520 t | マッハ1                                   | 1,300万馬力 |
| ミスティックゴセイグレート     | 44 m   | 42 m                        | 25.5 m | 2,800 t | 450 km/h                                  | 1,450万馬力 |
| データスハイパー               | 48 m   | 33 m                        | 17 m   | 2,100 t | 500 km/h                                  | 1,100万馬力 |
| ハイパーゴセイグレート         | 61.4 m | - 33.5 m - （翼幅：61.4 m） | 37 m   | 5,060 t | 500 km/h                                  | 2,600万馬力 |
| ゴセイグランド                 | 61 m   | 45 m                        | 21 m   | 2,500 t | 600 km/h                                  | 1,400万馬力 |
| グランドゴセイグレート         | 65.5 m | - 59 m - （翼幅：61.4 m）   | 31.5 m | 4,800 t | 550 km/h                                  | 2,600万馬力 |
| ゴセイアルティメット           | 60.5 m | 42 m                        | 25 m   | 3,200 t | 800 km/h                                  | 1,800万馬力 |
| アルティメットゴセイグレート   | 57.8 m | 63.2 m                      | 44 m   | 5,500 t | マッハ2                                   | 3,000万馬力 |
| ワンダーゴセイグレート         | 46.5 m | - 33.5m - （翼幅：61.4 m）  | 29.5 m | 2,300 t | 830 km/h                                  | 1,200万馬力 |
| グランドハイパーゴセイグレート | 65.5 m | - 59 m - （翼長：61.4 m）   | 31.5 m |         | 600 km/h                                  |             |

### 各天装巨人におけるゴセイヘッダー合体一覧表
全18種の天装巨人の構成ヘッダーを一覧にする。Mと付くものはミラクルゴセイヘッダー（Mはミラクルの略）を表す。
| 各天装巨人におけるゴセイヘッダー合体一覧表 | 各天装巨人におけるゴセイヘッダー合体一覧表 | 各天装巨人におけるゴセイヘッダー合体一覧表                      | 各天装巨人におけるゴセイヘッダー合体一覧表 | 各天装巨人におけるゴセイヘッダー合体一覧表 | 各天装巨人におけるゴセイヘッダー合体一覧表 | 各天装巨人におけるゴセイヘッダー合体一覧表                | 各天装巨人におけるゴセイヘッダー合体一覧表      | 各天装巨人におけるゴセイヘッダー合体一覧表                                              | 各天装巨人におけるゴセイヘッダー合体一覧表 |
| 天装巨人                                   | 頭                                         | 胸                                                              | 手                                         | 足                                         | 膝                                         | 肩                                                        | 翼                                              | その他                                                                                  | ヘッダー数                                 |
| ------------------------------------------ | ------------------------------------------ | --------------------------------------------------------------- | ------------------------------------------ | ------------------------------------------ | ------------------------------------------ | --------------------------------------------------------- | ----------------------------------------------- | --------------------------------------------------------------------------------------- | ------------------------------------------ |
| ゴセイグレート                             |                                            | ドラゴン                                                        | - フェニックス - シャーク                  | - タイガー - スネーク                      | -                                          | -                                                         | -                                               | -                                                                                       | 5                                          |
| シーイック ゴセイグレート                  | マンタ                                     | ドラゴン                                                        | - ソーシャーク - ハンマーシャーク          | - タイガー - スネーク                      | - フェニックス - シャーク                  | -                                                         | -                                               | -                                                                                       | 8                                          |
| ランディック ゴセイグレート                | クワガ                                     | ドラゴン                                                        | - フェニックス - シャーク                  | - サイ - ティラノ                          | - タイガー - スネーク                      | -                                                         | -                                               | -                                                                                       | 8                                          |
| エキゾチック ゴセイグレート                |                                            | ドラゴン                                                        | - フェニックス - シャーク                  | - タイガー - スネーク                      | -                                          | -                                                         | エキゾチックブラザー4種                         | -                                                                                       | 9                                          |
| スカイック ゴセイグレート                  | タカ                                       | ドラゴン                                                        | - フェニックス - シャーク                  | - タイガー - スネーク                      | -                                          | -                                                         | - プテラ - クロウ                               | -                                                                                       | 8                                          |
| ミスティック ゴセイグレート                |                                            | ドラゴン                                                        | - フェニックス - シャーク                  | - タイガー - スネーク                      | -                                          | - ミスティックブラザー - （ミスティックランナー＋エッグ） | -                                               | -                                                                                       | 7                                          |
| ハイパー ゴセイグレート                    |                                            | ドラゴン                                                        | - クワガ - ソーシャーク                    | - ティラノ - サイ                          | - タカ - マンタ                            | -                                                         | - フェニックス - スネーク - シャーク - タイガー | - 背面…データス - （プテラ ハイパーチェンジ ハンマーシャーク クロウ）                   | 15                                         |
| データスハイパー                           | ハイパーチェンジ                           | -                                                               | -                                          | -                                          | -                                          | -                                                         | -                                               | -                                                                                       | 1                                          |
| ミスティック データスハイパー              | - ハイパーチェンジ - ミスティックランナー  | ‐                                                               | - エッグ（上部） - エッグ（下部）          | -                                          | -                                          | -                                                         | -                                               | -                                                                                       | 3                                          |
| アナザー シーイック ゴセイグレート         |                                            | ソーシャーク                                                    | - ハンマーシャーク - マンタ                | - タイガー - スネーク                      | -                                          | -                                                         | -                                               | -                                                                                       | 8                                          |
| アナザー ランディック ゴセイグレート       |                                            | クワガ                                                          | - ティラノ - サイ                          | - タイガー - スネーク                      | -                                          | -                                                         | -                                               | -                                                                                       | 8                                          |
| スカイランドシー ゴセイグレート            | タカ                                       | クワガ                                                          | - ハンマーシャーク - ソーシャーク          | - ティラノ - サイ                          | -                                          | -                                                         | -                                               | -                                                                                       | 6                                          |
| ゴセイグランド                             | グランディオン                             | -                                                               | -                                          | - スカイオン - シーレオン                  | -                                          | -                                                         | -                                               | -                                                                                       | 3                                          |
| グランド ゴセイグレート                    | グランディオン                             | ドラゴン                                                        | - スカイオン - シーレオン                  | -                                          | -                                          | - フェニックス - タイガー - スネーク - シャーク           | -                                               | グランドランサー…クワガorマンタorタカ                                                   | 9                                          |
| ゴセイ アルティメット                      |                                            | - Mドラゴン - Mシャーク - Mスネーク - Mタイガー - Mフェニックス | -                                          | -                                          | -                                          | -                                                         | -                                               | -                                                                                       | 5                                          |
| アルティメット ゴセイグレート              |                                            | ドラゴン                                                        | - フェニックス - シャーク                  | - タイガー - スネーク                      | -                                          | -                                                         | -                                               | - 背部…ゴセイアルティメット - （Mドラゴン Mシャーク Mスネーク Mタイガー Mフェニックス） | 10                                         |
| ワンダー ゴセイグレート                    |                                            | バード                                                          | - カブト - ドルフィン                      | - エレファント - クロコダイル              | -                                          | -                                                         | -                                               | -                                                                                       | 5                                          |
| グランドハイパー ゴセイグレート            | グランディオン                             | ドラゴン                                                        | - クワガ - ソーシャーク                    | - ティラノ - サイ                          | - タカ - マンタ                            | - ハンマーシャーク - ハイパーチェンジ                     | - フェニックス - スネーク - シャーク - タイガー | - 背面…データス - （プテラ スカイオン シーレオン クロウ）                               | 18                                         |

## 悪しき魂
本作品におけるゴセイジャーと敵対する悪の集団の総称。組織は主に首領と幹部一名、そしてブレドランの3人一組で構成されている。公式サイトでは各個人の趣味と所属する組織によって出身地の星（ウォースター）、生息地（幽魔獣）、行動する地形（マトリンティス）が紹介されている。各組織によって人間への呼称が異なる。
どの組織も共通して、個別ごとに「○○の（個体名）」という名称を持ち、後半の個体名の形式においては組織ごとに法則がある。

### 宇宙虐滅軍団ウォースター
epic1から登場。地球侵略を企む宇宙人軍団。読みは「うちゅうぎゃくめつぐんだんウォースター」。
インデベーダーに乗って地球に飛来した宇宙人軍団で、大王モンス・ドレイクが宇宙の無法者を集めて結成した。宇宙の数多の星を侵略し、略奪と破壊の限りを尽くしてきた。地球の資源を奪い尽くそうと鮮烈で大規模な作戦を行ったが、epic15でドレイクが倒され組織は壊滅する。壊滅後も『エピックON THEムービー』で残党が登場し、ゴセイジャーと戦っている。人間への呼称は「地球人」。
- 幹部は共通して鎧を付けている[62]。

惑星のモンス・ドレイク
ウォースターの首領で、モンス星の出身。宇宙中から特殊能力を持つ凶悪な宇宙人たちを呼び寄せ、様々な侵略・破壊活動を行わせる。
体内に暗黒惑星のパワーを宿し、極めて短時間ではあるが自身の質量を惑星レベルへと変換する能力を有する。全宇宙最強とも言われる己の力に絶対の自信を持っており、ウォースターをその実力と絶大なカリスマ性を持って率いる。
性格は残虐で、星の命を全て奪い尽くすことを目的としているが、自身の命を狙った者や出身地不明の得体の知れない者でも実力が在れば幹部に取り立てるといった実力主義者としての一面や、部下の進言を聞き入れ作戦に導入し、部下の勝手な行動も心情を読み取ってある程度行動を許したりする度量の持ち主で、ユーモアのある一面も覗かせる。趣味は羽の手入れ。
武器はドレイクトマホークという斧で、多数の惑星の力をぶつける惑星弾および惑星直列弾が必殺技。体内には暗黒惑星のパワーを宿しており、アンテナにして、惑星を引き寄せたり、惑星に存在する酸素元素だけを吸収するなどの能力を持つ。また、羽を広げることで真の力を発揮し、その力はゴセイグレートのヘッダーを消滅させるほど。
- デザインは首領格であることから世界最大の蛾・ヨナグニサンをモチーフとしている。蛾の複眼は目ではなく、耳部分に配置している。鎧と四肢は蛾の幼虫をイメージしているが、前面に柔らかさが出ないよう、サナギの硬質感を加えている。巨大な羽根は、折りたたんで身体を包む衣装として擬態させている。

流星のデレプタ
ズティンマ星出身のウォースターの幹部。ウォースターの本格的な地球の侵攻に先駆けて天の塔を破壊した張本人であり、その際に遭遇したアラタを一蹴している。
ブレドランによると元々は組織の下っ端にすぎなかったが、ドレイクに刃を向けたことがきっかけで、気に入られて幹部へとのし上がり、以後はドレイクの右腕として数々の武功を上げている。好戦的な生粋の武闘派で、弱者を痛ぶり命乞いを聞くことを趣味とする残忍な性格の持ち主だが、ドレイクに対する忠誠心は強い。逆に闘志を失わない弱者は見逃し再戦を挑ませる。
攻撃は両腕に付いた鎌状の刃による格闘戦を主体としており、必殺技は自身のエネルギーを隕石状にして掌から繰り出す巨大な火球流星弾、超流星弾、超銀河流星弾。敵の大群に流星の如き超高速移動で多数の敵を切り刻み攻撃する戦法を得意とする。
一度はハイパーゴセイグレートに敗れるが、強烈な執念とアーマーの防御力によって一命を取り留める。それ以降、ハイパーヘッダーストライクを受けた際に胸部に大きな十字の傷が出来る。
- デザインは攻撃的な性格であることから世界最大のカマキリ・ドラゴンマンティスをモチーフとしている。灼熱のマグマが流れる溶岩状の身体ですぐに興奮する性格を表現している。手足などの体表の一部がダイヤモンド化した鉱物生物となっている。

彗星のブレドラン
出身星不明のウォースターの幹部。地球を虐滅するための作戦立案を担当する。武器はブレドランサーという槍。その優れた槍捌きに加えて、槍先からの光弾と掌から放つ彗星弾が得意技。
加入当初より幹部として認められていたようで、叩き上げのデレプタのことは見下している。モンス・ドレイクの真の姿を知らないなど、組織内では新参者であると受け取れる描写がある。このころは怪しい素振りは見られなかったが、後に、ドレイクの作戦が成功した暁には組織を裏切っていたとゴセイジャーに推測されている。
ドレイクには地球に関して「これまで侵略してきた星とは少し違う」と進言して天の塔の破壊の指示を仰ぐなど、地球の事情に詳しい素振りを見せていた。惑星侵略のための様々な作戦を立案しては実行し（作戦を考えるのは彼の趣味でもある）、それに必要な道具やメカを生み出してきた。その一方で戦場に彗星の如く現れてゴセイジャーと自ら渡り合うことも多く、護星天使の弱点を突いた作戦を展開し何度も追い詰めていく。epic4でゴセイジャーと初めて対面した際、「ウォースターでは彗星のブレドランと呼ばれている」と自己紹介し別の名があることを仄めかしている。
- デザインモチーフはツノゼミ。左肩と胸に鎧を装備している。身体の青い筋は虫の羽根の葉脈を表現している。ブレドランサーもツノゼミの意匠を生かしている。

衛星のターゲイト
epic14に登場。スアイラゴ星出身のウォースターの幹部。地球侵略が遅れていることに業を煮やしたドレイクに呼び寄せられた。
左腕に閉鎖空間を操る特殊な電磁波を発生させる攻防一体の巨大な角状の器官を持ち、これで不思議な歪みを作り出して対象を閉じ込めたり、空間を瞬間移動して戦うことができる。その能力を駆使して、ドレイクが侵略し尽くした星を最終的に掃討する役目を担っている。趣味は空間コーディネイト。
ドレイクの命令には非常に忠実で、デレプタに代わり彼の右腕になろうとする。一度はゴセイジャーを窮地に追い込むも、巨大戦で左腕を破壊され、最期はミスティックゴセイグレートとデータスハイパーの同時攻撃に倒される。
- デザインモチーフは世界最大の甲虫類オオゴライアスツノコガネ。他の幹部と同じ鎧を装着している。角は頭に配置するとカブトムシに見えるため、頬に配置している。攻撃力と防御力を兼ね備えているため、肩に大きなプロテクター、左手に盾にもなる巨大な角を装備している。宇宙船は蛾のサナギをモチーフにしている。

星人
ウォースターが宇宙の星々から連れて来た特殊能力を持つ宇宙人たち。インデベーダーに待機している者と、別の任務や何かしらの事情により宇宙中を飛び回っている者がいる。後者の理由により構成員のほとんどは本拠地を離れているものが多く、惑星虐滅作戦に応じてドレイクに招集される。
外見はSF要素を含めた「羽が生えた昆虫」をモチーフとしており、それに個別の能力を連想させる道具や何か（例：ミゾーグ→おろし金、アバウタ→人体標本）をプラスしている。
個体名は「（能力）の〜〜」であり、個体名はカタカナで統一され、団体名が『スター・ウォーズ』に由来するように主に宇宙を舞台としたSF映画の邦題のアナグラムとなっている。また、公式サイトなどで紹介されている彼らの「出身惑星」もモチーフとなった節足動物のアナグラムである。幹部クラスの星人は「○星の〜〜」という形式となっており、体に銀色の鎧を装着している。

### 地球犠獄集団幽魔獣
epic17から登場。地球を汚染しようとする怪物の種族。読みは「ちきゅうぎごくしゅうだんゆうまじゅう」。「ウォースター」壊滅後の地球に復活した、数万年も長きにわたり生き続けている怪物の種族。
1万年前当時の護星天使たちにより、ボス格の膜インと筋グゴンの二人がエルレイの匣に封印され地中に埋められていたが、デレプタがゴセイレッドをおびき寄せるために使った連続流星弾の一つにより匣が露になり、武レドランが封印を解いたことで復活した。
毒で汚染された環境は彼らにとって住みやすい環境であり、地球を毒で汚染された世界にすることを夢としている。各地に散らばって潜伏していた同族を率いて、再び地球を汚染するために暗躍し悪質な作戦を行った。その寿命は極めて長く、少なくとも1万年以上は生存し続けることができる。
膜イン曰く、地球が以前と比べ彼らにとって住みよい環境になったために封印前よりパワーアップしたらしく、ゴセイジャーたちを苦戦させる実力を見せる。また一万年前の戦いでほとんどの構成員が封印されており、各地で封印を解いたりして、散らばった生き残りに接触を行っている。そもそもウォースターのような上下関係の組織ではなく、共通目的意識で行動する思想集団のようなものであり、統率された組織的活動はできていない。さらにはepic22で登場したネッシーのウオボ渦のように膜インたちよりも上位の怪人も存在する。
epic32で膜インが最終作戦「地球膜イン化計画」を行うも失敗して倒され、筋グゴンも倒されたことにより実質的には壊滅し、護星天使との因縁に終止符が打たれた。人間への呼称は「ヒト」。

ブロブの膜イン（）
幽魔獣の二大ボスの一人。ブロブの正体。左目に瞳がなく、口が頭頂部にあるのが特徴。一人称は「我輩」で、間延びした口調で話す。掴みどころのない性格をしており、人間について研究をしたと述懐している。
武器は泥ドロッドという2本の錫杖で、振り回して幽魔獣の魔力を安定させている。液体と固体の中間のようなゲル状な肉体を持ち、柔らかくすることで物理攻撃を防いでそのままダメージを吸収したり、柵の隙間を自由に出入りしたり、無数のミニ膜インに分裂・結合を繰り返すなど摩訶不思議な能力を使用する。幽魔バスターとして筋グゴンと合体することで幽魔ダイナミックという技を放つこともできる。趣味は浜辺での日光浴（ただし、乾燥が弱点なので、乾かない程度）。
- デザインモチーフはミミズ。グロブスターの要素を入れている。体内が無数のミミズで構成されており、毛の要素もミミズで表現している。衣装は魔導師のイメージしたものを身体に釘で打ち付けている。

ビッグフットの筋グゴン（）
幽魔獣の二大ボスの一人。山奥に生息するビッグフットの正体。その名の如く巨大な足を持ち、力自慢のアグリをも凌ぐ怪力の持ち主。よく地団駄を踏むが、これは彼の趣味でもあり、嬉しくても踏む。確信を得た言葉を3回連呼する癖がある。
武器は金グ棒という金棒。地面に叩きつけると広範囲に大ダメージを与える足型の衝撃波や口からの火炎弾、膜インとの合体技「幽魔ダイナミック」などの技を持つ。力だけでなく鍛え上げた全身の筋肉と桁外れの筋力を持つため耐久力も高く、ゴセイジャーやゴセイナイトの必殺技が致命傷にならない。
一見剛毅な武人気質だが慎重な頭脳派の一面もあり、戦いに重要なのは知性であると主張し、ゴセイジャーがパワーアップした際などにも危機感を示した。膜インとは強い絆で結ばれており、武レドランが自分と膜インの仲間割れを画策した時も、その作戦にかかった体を装いつつ、裏で秘かに膜インと示し合わせて、武レドランを逆に罠にはめて自滅に追い込む。
- デザインモチーフはタランチュラ。肩から二の腕を覆う部分は全身を模した形状となっている。毛物のスーツはぬいぐるみのようになるため、ツンツンパリパリヘアーになるように毛の長さを指定している。

チュパカブラの武レドラン（）
幽魔獣の幹部。ブレドランが幽魔獣に変化した姿。赤と銀を基調とした外装を覆ったチュパカブラのような姿をしている。封印されていた膜インと筋グゴンを解放した。
武器は両腕の吸血爪の武レドライサーとなり、戦闘方法もスピードを生かした荒々しい戦い方に変化している。
幽魔獣の中では新参者であり、各地に散った幽魔獣たちは彼のことを知らないにもかかわらず彼は各地の幽魔獣について詳しく、それにより筋グゴンには疑いの目を向けられた。さらにアバレヘッダーの存在を感知し在処を特定した上にかけられている封印を見抜き、本来は幽魔獣では扱うことができないそれを一時的に使いこなしており、このことでゴセイジャーからも幽魔獣ではないのかもしれないと疑われる。
趣味は膜インと筋グゴンの配下として幽魔獣のために尽力しながら、その裏側でいろいろと画策すること。
- デザインモチーフはゲジゲジ（大ゲジ）。デザインはブレドランの鎧を変更している。チュパカブラの頭から背中に生えた棘をオオゲジの多足で表現している。兜には大きな目をイメージさせるディテールを拝している。腕にはチュパカブラの爪を思わせる爪状の刃を付けている。

幽魔獣
組織と同じ名称の一般構成員である怪物。外見は未確認生物、すなわちUMA（ユーマ）のデザインに、虫の意匠が配されたデザインをしており、ウォースターとの差別化のため「地を這う蟲」で統一されている。さらに幹部クラスは体のどこかに金色のメダルのような丸いエンブレムを持つ。
各呼称は「（UMA）の〜〜」という名称で、個体名には漢字が一文字が含まれ、ホラー映画のタイトルのアナグラムとなっている。
- 地を這う蟲をモチーフとしたパーツを織り込み、キメラ的な存在としている。

### 機械禦鏖帝国マトリンティス
epic33から登場。「幽魔獣」撃破後の地球に現れた人類を奴隷にして地球の支配を狙う機械帝国。元は平和を保ち繁栄した高度な古代文明で、4,500年前に地殻変動で海に沈んだマトリンティス大陸だが、生き残りであるロボゴーグによって機械帝国として蘇り、人類の支配を企む。読みは「きかいぎょおうていこくマトリンティス」。
構成員は全てロボゴーグに開発されたマトロイドと呼ばれるロボット群である。最終的にはロボゴーグを頂点に、その下にメタルA、マトロイド、最下層に人類とした支配体制を目論んでいた。
「ウォースター」や「幽魔獣」より早い段階で侵攻作戦を計画しており、そのために必要な情報収集・分析を長い間行っていた。高度な科学力を誇り、侵略の障害となるゴセイジャーを徹底的に研究している他、前組織二つも分析しており、彼らが操っていたビービ虫やビービも操る。大規模な力押しの作戦を多く行った。
epic43 - 44で総攻撃を行うもゴセイジャーに敗北し、さらに記憶を取り戻したブレドRUN（ブラジラ）によってロボゴーグとメタルAが抹殺され、実質上壊滅となり、本拠地であった要塞・ターミネルもブレドRUNによって乗っ取られた。ブレドRUNからは所詮は元人間であるロボゴーグの愚かな幻想でしかなかったと言われている。人間への呼称は「人類」。
- デザインモチーフは海の生き物で無脊椎動物[76]。三人の幹部は深海の生き物がモチーフとなっている[76]。

10サイのロボゴーグ（）
マトリンティスの皇帝。4つの目と白い体が特徴。部下のマトロイドからは「閣下」と呼ばれている。非常に傲慢で自信過剰に加え他者を顧みない自己中心的かつ独善的な性格で、自分の部下を含め、全ては自分のための駒としか思っていない。また、自身の創造物であるマトロイドの性能に絶対の自信を持っているため、地上への侵攻は部下に任せきりで自身はマトロイドの研究と開発に没頭しており、自身の考えのみを優先して実行する。未知数のものを見つけると大いに歓喜する一面を持ち、一度ゴセイジャーを自ら検討するために最前線に赴き、検証に満足すれば部下をその場に置いて勝手に拠点に帰ったこともある。
4,500年前に地殻変動で滅びたマトリンティス大陸の文明の生き残りであり、元は人間の科学者であったが、永遠に滅びないためのボディを開発し、自身の意識をそのボディにデータ化して移植することで最上級マトロイドとなった。文明滅亡後も多くのマトロイドを開発し、マトリンティスを蘇らせた。人間だったころ、自分の科学力を疎み拒絶した人類が地殻変動の際に手のひらを返して自分に助けを求める姿を見て生命の脆さと人類の醜さに失望し、人類の弱点は身に迫る「恐怖」だと悟った。このことで全ての者は「恐怖」によってのみ完全な統治ができるという考えを持ち、部下が自身の意に沿わない行いをしたり、失態を犯した場合は、「ロースペック」と罵り、趣味でもある制裁を加える。
特殊機能10のサイや相手の弱点を分析する体内センサーを装備している。人類を愚かで劣った生物とすると同時に生命は脆弱と蔑んでおり、人類を統率する機械帝国の建国を目論む。
ブレドRUNの記憶を見たことで薄々彼の正体を推測しており、利用できると踏んで記憶を抜きマトロイドとして再生させた。最終決戦でアルティメットグレートストライクを受けて大破するも首だけは無事に残り、救済セルを起動してブレドRUNに命令して復活を目論むも装置を破壊されてしまい見下した態度をとられた後、「お前とは器が違うのだ！」と罵られて空中に投げ飛ばされ、ブレドランチャーで撃たれて死亡。
- デザインモチーフは軍服とエビ。エビの頭部を模した顔で、足は剣道の面のような作りとなっており、エビの頭と尾を肩に付けている。装甲風に表した軍服の胸や腰、詰め襟にポケット型の発射口を付け、エビの蛇腹で構成されたロングコートを着ている。玉砕クラッシャー発動時の灼熱板は一部のナマコや鯖の体表にある細かい縞模様をモチーフとしている。

エージェントのメタルA（）
マトリンティスの元帥で、ロボゴーグの秘書として彼を補佐する指令完遂エージェントタイプマトロイド。女性的なフォルムかつ妖艶な物腰が特徴。ロボットではあるものの、本作品唯一となる幹部格の女性怪人である。
都市での活動に秀でており、戦闘データの分析や巨大化の役割を担う他、前線に赴き陣頭指揮を行うこともある。冷静沈着だがプライドが高く、作戦に狂いが生じるとヒステリーを起こす。データ収集端末であり、ソードモードにも変形（バージョンアップ）するタブレット型の万能ツールAパッド（）を常に持ち歩いており、身体の一部を破壊されても、Aパッドを介して再生できる。胸部にはミサイルGカップバスターを搭載している。趣味は時間・数字をカウントすることで、作戦にカウントダウンを行う時限式の爆弾を使うこともあった。
ロボゴーグによって人類を統率する様々な作戦においてのサポートをさせるために最初に製造されたマトロイドであることに誇りを持ち、自分は特別な存在であると考え、創造主であるロボゴーグに対して多少の不満を抱きつつも絶対的忠誠を誓っている。ロボゴーグ同様に人類を見下しており、「人類は数が減った方が統率しやすい」と考えている。
単身でも高い戦闘力を誇り、ゴセイジャーを圧倒しゴセイナイトと互角に渡り合えるほど。弁舌も達者で、自分たちの侵略行為の正当性と、地球を汚す人類の愚劣さを主張することでゴセイナイトを惑わせ、マトリンティス陣営に引き込もうとした。その因縁からゴセイナイトとは何度も戦っている。ロボゴーグが死亡した後に安堵の表情を浮かべるものの束の間であり、最期はブレドRUNに斬られて死亡。
- デザインモチーフはテヅルモヅルで、髪の毛やアクセサリー的に首や手足に配置し、体表のラインにも使用している。機械的な中にも女性らしさを出すため、胸元と肩を開け、睫毛を付けている。

サイボーグのブレドRUN（）
マトリンティスの幹部。ブレドランが意識不明で満身創痍だった状態でメタルAに回収され、ロボゴーグの強化改造手術によって記憶情報被消去肉体強化改造サイボーグタイプマトロイドとして記憶を抜いて再生した姿。
改造の際にメタルAのデータをコピーされ、自身の過去の記憶は名前とゴセイジャーに対する憎悪以外は消されている。一人称は「私」から「俺」に変わり、無感情で必要最低限の言葉しか話さず口調や行動も機械的。自分はロボゴーグに造られたマトロイドだと信じており、マトリンティスに忠実に従う。それまでの作戦参謀役ではなく、護星天使の抹殺と上官の護衛兼補佐を任務とする。記憶がないため趣味はない模様。
全身を切り刻まれてマウントされた数々の特殊ウェポンを搭載されているため、以前のスマートな姿と異なり重厚な姿になっており、戦闘方法も以前のスピードタイプの頭脳戦から、肩のブレドランチャー、両腕のブレメランといった自身に搭載された武器による火力で押し切るパワータイプとなっている。一方で重量を感じさせない軽快な動きも見せる。都市での活動に秀でており、脚部に装備されたブースターによって高い機動性を持ち、短距離の飛行も可能とする。さらに時間に干渉する能力や、テンソウダーを錆びさせて使えなくさせるなど、搭載されていないイレギュラー・パワーを発揮する。
記憶を消されてからはメタルAをゴセイナイトの攻撃から庇うなど、以前とは打って変わって「仲間」として接するような言動をとっていたが、記憶を取り戻した本人は本能の域に達した策略であると語っている。
- デザインモチーフはアンモナイト。右目をアイパッチにすることで、改造した感じを出し、損傷しているのではと思わせるものとなっている。メモリチップのモチーフはホヤ。

マトロイド
ロボゴーグの鬼才ブレインによって開発された科学創造物で、マトリンティスの一般構成員であるロボット群。「マトロイドは人類を従えなくてはならない」、「マトロイドは人類を懲らしめなくてはならない」、「1と2に反しようと反しまいとマトロイドは自分だけを守らなくてはならない」というマトロイド三原則に従い行動する。
作戦に応じて創造され、指令が言い渡されて任務に投入される。高度な電子頭脳を持ち、自己判断が可能でロボットで在りながら感情的な言動が多いが、前述のマトロイド三原則に則って合理的な思考を持って行動する。共通して人類を不合理な存在として見下している。
ザンKTシリーズのように破壊されたマトロイドの残骸を復元し、改造・量産する技術も持っている。
外見はロボットであることに加え、水棲生物の意匠が見られる。
名称は「（英名の能力）の〜〜」で個体名には数文字の英語が含まれ、意思を持った機械や近未来を題材とした映画作品のアナグラムとなっている。また設定では各自が「○○型△△タイプマトロイド」（△△には先の能力名が入ることが多い）という企画名で開発されている。

### 地球救星計画
epic45から登場。元護星天使であるブラジラとその配下のヘッダーからなる組織。地球を破壊し、新たなる星を創造しようとする救星主のブラジラが立案し実行を目論む。その全容は、ダークヘッダーを「地球を腐らせる楔」に変化させ陸・海・空の3か所に配置し、それを地球の力が弱まる日食の日に起動させ楔が地球の核に到達した後、ダークゴセイパワーを流し込むことで地球を粉々に破壊し人類と護星天使を滅ぼし、そしてその残骸を材料にして新たな地球を創造し、神として星に君臨しあらゆる命を支配することだった。epic50にてその野望は潰えた。

救星主のブラジラ（）
ブレドランの真の姿。「星を救う者」と自称する。人間を根絶やしにして汚れ切った地球を一度破壊し、新しい星を創る地球救星計画を画策し、そうして創った星の「命を導く者」として君臨することが目的である。
その正体は幽魔獣を封印した最強の護星天使（スカイック族）で、ゴセイナイト（グランディオンヘッダー）の本来の持ち主でもある。かつては現在のアラタたちやロボゴーグと同様、人間と同じ姿だった模様。幽魔獣を封印する際に「自分だけで倒した方が効率的」と判断し、心配して歩み寄ったランディック族とシーイック族の護星天使の命を奪いその力を「オーブ」に変えて使った。仲間のゴセイパワーを奪うことでランディック族、シーイック族の天装術、そして同様に研究・開発したナイティックパワーも併せて全ての天装術を使用できる。このため護星界から「如何なる理由があっても犠牲を出すことは許されない」として拘束されたが、その拘束を自らの力で破壊し、未完成だった天装術「タイムトラブル」を使用して一万年後の現代に逃れた。その際、天装術の副作用でかつての面影は消えうせ、今のブラジラの姿になった。その後さらなる力を得るためにカモミラージュの天装術でブレドランと名乗り、様々な組織に潜入していた。趣味はコスプレであり、姿を変えての潜入は趣味と実益を兼ねての行動だった。
かつての仲間を手にかけたことや、潜入した組織の者たちを利用・犠牲にしてきたことに対して少しも罪悪感を抱かず、自らが「救星主」になるためには仕方がなかったと開き直っている。護星界のことは自らの功績を認めず処罰しておきながら地球の環境悪化には傍観の姿勢を崩さず何の手を打たないと称して憎しみと憤りを抱いており、その姿勢こそ悪であり自身の思想「弱く愚かな者は、強く賢い者に傅く」ことこそが絶対の正義と疑っていない。ゴセイジャーたちの説得に耳を貸さず、彼らの信頼と絆を認めることも無い。
ウォースターでは「武力」、幽魔獣では「幻術の力」、マトリンティスでは「技術力」と、新たな力を手に入れ、自らの生まれ持つ力を合わせることでさらなる高みに昇華させようと目論む。
武器は強力な電撃を放つ剣・ダークサーベル。背中の4枚の羽を展開することで強力な熱線も発射可能。ゴセイパワーとは異なるダークゴセイパワーを力の源とし、力や武技での直接的な戦闘力も決して低くはないが、自信過剰の性格が災いしてゴセイジャーに不覚を取ったこともある。なお巨大化した状態で攻撃を受けての爆発から3回も生還している。最終決戦ではゴセイレッドのレッドダイナミックを受け敗れるが、今際の際にも呪詛の言葉とともに自らの命をダークゴセイパワーに変え、ネガー・エンドの楔に送り込むという執念を見せつけた。しかし、ゴセイジャーが地球と共に起こした天装術「ゴセイグローバル」によってダークゴセイパワーは中和され、計画は阻止された。
- デザインモチーフは堕天使（悪魔）。シンプルにすることで神々しい雰囲気を出し、ダークヘッダーと共通である白い羽根と金色の体表模様をポイントにしている。羽根を広げた姿はビービのマークに似せており、ブラジラの姿を元にビービが生み出されたという設定が設けられた。ダークソードはスカイックソードと同様の構成で、ガードはブラジラの紋章になっており、破壊力を増すために二股の先端になっている。剣の中央のイメージは天使の鳥羽根で、柄と鍔はビービ虫をイメージしたコウモリの羽根のディテールとなっている。

ブレドラン
ブラジラの各組織での仮初めの姿の名称。
劇中では、ウォースターでの彗星のブレドラン、幽魔獣でのチュパカブラの武レドラン、マトリンティスでのサイボーグのブレドRUNとして登場している。また、『天装戦隊ゴセイジャーVSシンケンジャー エピックon銀幕』では、外道衆での姿血祭のブレドランも登場する。
いずれの姿の時もゴセイジャーに似た口元と、蜘蛛の巣状の模様が刻まれた素体部分は変化せず、それを覆う外装のみが変化する。それぞれの姿への変身はカモミラージュにより自由に切り替えが可能。
基本的に潜入時はその組織に忠実に従うふりをしつつ、裏で陰謀を企てる策士であり、利用し尽くして用済みになれば恩人だろうと何の躊躇いも無く切り捨てる。物事が自分の思い通りに進むと「計画通り」とほくそ笑む癖がある。悪運をも引き寄せる凄まじい執念と不屈の精神の持ち主でもあり、劇中で倒されたと思われたり墓穴を掘って窮地に追い込まれたりしても、そのたびに生き延びている。

ダークヘッダー
ブラジラが使役する超進化を果たした悪のヘッダー。いずれも2種類の幻獣を掛け合わせた新たな幻獣と武器の特性を混合して生み出され、人型の形態を持つ。
主であるブラジラに絶対的忠誠を誓いその身を犠牲することを厭わない。作中では大地・海・空を司る3体が登場した。
驚異的な回復能力、ヘッダー態となってブラジラに武装されるなど、ゴセイジャーを苦戦させる精鋭たちだが、その役割はゴセイジャーを倒すことではなく、逆にゴセイジャーに倒されその身に膨大なゴセイパワーを浴びることにより、ネガー・エンドの儀式を完成させるためネガー・エンドの楔となることである。
名称は「（モチーフとなった2つの生物を合成した造語）ヘッダーの〜〜」で、個体名はファンタジー映画のタイトルのアナグラムである。モチーフの幻獣に因んで複数の頭部に独立した意識を持ち、それぞれが個人名を分割した名前を持つ。
3体とも、『仮面ライダー×スーパー戦隊 スーパーヒーロー大戦』にも登場。

### その他（悪しき魂）
ビービ虫（）
救星主のブラジラが様々な生物の毒や病、悪意を練り上げて作られた疑似生命体の遣い魔。一つ目でコウモリの翼と細長い胴体を持つ黒く奇怪な姿をしている。魔虫兵を作り上げたり、星人や幽魔獣に取り付くことで巨大化させることができる。取り付く以外にも喰らうなどして摂取すれば巨大化でき、モンス・ドレイクはこの方法を用いた。また無生物も巨大化させられる。巨大化に永続性はなく、巨大化しても致命傷を負わなければ元に戻ることも可能である。
取りついた怪人が巨大化する際には、その表面に特定の紋章が出現する。この紋章の外周部は常に同一だが、中央部は該当組織によって変化し、その組織の紋章が現れる。
後に筋グゴンが巣を奪って幽魔獣の巨大化に使い、幽魔獣の撃破後に海に落ちた巣はマトリンティスが回収して利用し、最終的には救星主のブラジラの元へ戻り、ダークヘッダーの巨大化に利用している。
『エピックon銀幕』ではシンケンレッドを捕獲兼洗脳する「ビービ虫の繭」という形態をみせる。
『スーパー戦隊199ヒーロー大決戦』にも登場。
- ビービの胸の文様をそのまま発展させたもの。

魔虫兵ビービ（）
木偶人形にビービ虫を取り付けることで誕生する戦闘員。基調は緑で、地面から流体のように出現する。武器は曲線的なフォルムのハンドガンが内蔵されたアックスナイフ。必要な材料さえあれば無尽蔵に製造が可能。ブレドランが所属した各組織で戦闘員として利用される。
『スーパー戦隊199ヒーロー大決戦』にも登場。
- 悪魔のイメージから、顔の模様はヤギ（羊）の角、胴体の模様はコウモリの羽根と悪魔の足をモチーフとしている。

ビービネイル
ビービ虫がメタルAのAパッドによって変化した形態で、マトロイドの巨大化の際に使われる。形状はドリル状。ロボゴーグは自力でビービネイルを発動して巨大化した。

### 悪しき魂関連の戦力
宇宙母艦インデベーダー（）
ウォースターの移動要塞。司令室内部は蜂の巣のような構造をしている。また、巨大な構造物で様々な宇宙人が住み着いている。強力な破壊力を誇る兵器を多数設置されている。地球虐滅作戦実行時は地球軌道上で待機していた。
ドレイクの最終作戦に応じてブレドランが操縦するも、ハイパーゴセイグレートにより迎撃される。
- デザインモチーフは逆さになった蛾。

エルレイの匣（）
膜インと筋グゴンが封印されていた匣。封印が解かれた後に本拠地を持たない幽魔獣の上層部の移動手段として地中に潜り各地を点々していた。その力は未知数であり、劇中では「どんなものでも吸収し封印する」「エネルギーや物質を吸収し変換した上で再度放出する」という二種類の使用法がみられた。元々は幽魔獣が造り出したもので、強大な力を秘めているがその反面扱いが難しく、1万年前に当時の護星天使はそれを逆手にとり二体を封印した。
最終決戦近くでは膜インが全ての幽魔獣のパワーを一つに結集する手段として使用した。膜イン自身、受けた攻撃を吸収し放出したり、幽魔ホールと呼ばれる異空間を作り出したりするなど、この匣と似た能力を持っている。

機械要塞ターミネル（）
マトリンティスの拠点。海底にあり、ロボゴーグは鬼才ブレインとこの要塞のシステムを駆使してマトロイドを製造している。多くの設備があり、ゴセイジャーたちの戦闘の様子など、侵略のために集めた様々なデータが保管されている。
ロボゴーグ亡き後はブレドRUN（ブラジラ）が接収して新たなる所有者になり救星要塞ラビリンデルに改名した。
- 外観のモチーフはウリクラゲ。

救星要塞ラビリンデル（）
ブラジラの拠点。マトリンティスの要塞・ターミネルを改装したものである。司令室兼マトロイド製造工房に飾ってあったマトリンティスのエンブレムを外し、自身のエンブレムに変えている。
ゴセイナイトが攻め込んで来た際、用済みとしてブラジラにより破棄された。
ネガー・エンドの儀式
自然の摂理に反して地球の全ての命を蘇らせる禁断の儀式「エンドの儀式」と逆（ネガ）に作用して地球を破壊するブラジラ独自の究極の天装術。発動のためにはダークヘッダーがゴセイジャーに倒されることで変化した3本のネガー・エンドの楔を陸・海・空に打ち込んでおく必要がある。
オーブ
ブラジラが天装術の発動に使う球体状の言霊。スカイック族のブラジラは元々はスカイックオーブしか持っていなかったが、幽魔獣の封印を行う際に仲間の護星天使を手にかけ、彼らのゴセイパワーをシーイックとランディックのオーブとして手に入れ、さらに独自の研究によりナイティックオーブを開発した。
このアイテムで天装術を発動する場合、ゴセイカードを使う場合とは若干効果が異なる場合がある。大地のオーブ「ランディックオーブ」、海のオーブ「シーイックオーブ」、空のオーブ「スカイティックオーブ」の三つのオーブは楔の起動キーとなり、騎士のオーブ「ナイティックオーブ」はブラジラの個人武装に使用された。よく見ると球体の中にある物質はブラジラ文字で構成されているが、オーブには平仮名で「そら」「つち」「うみ」「きし」「とき」と書かれている。

## 関連用語

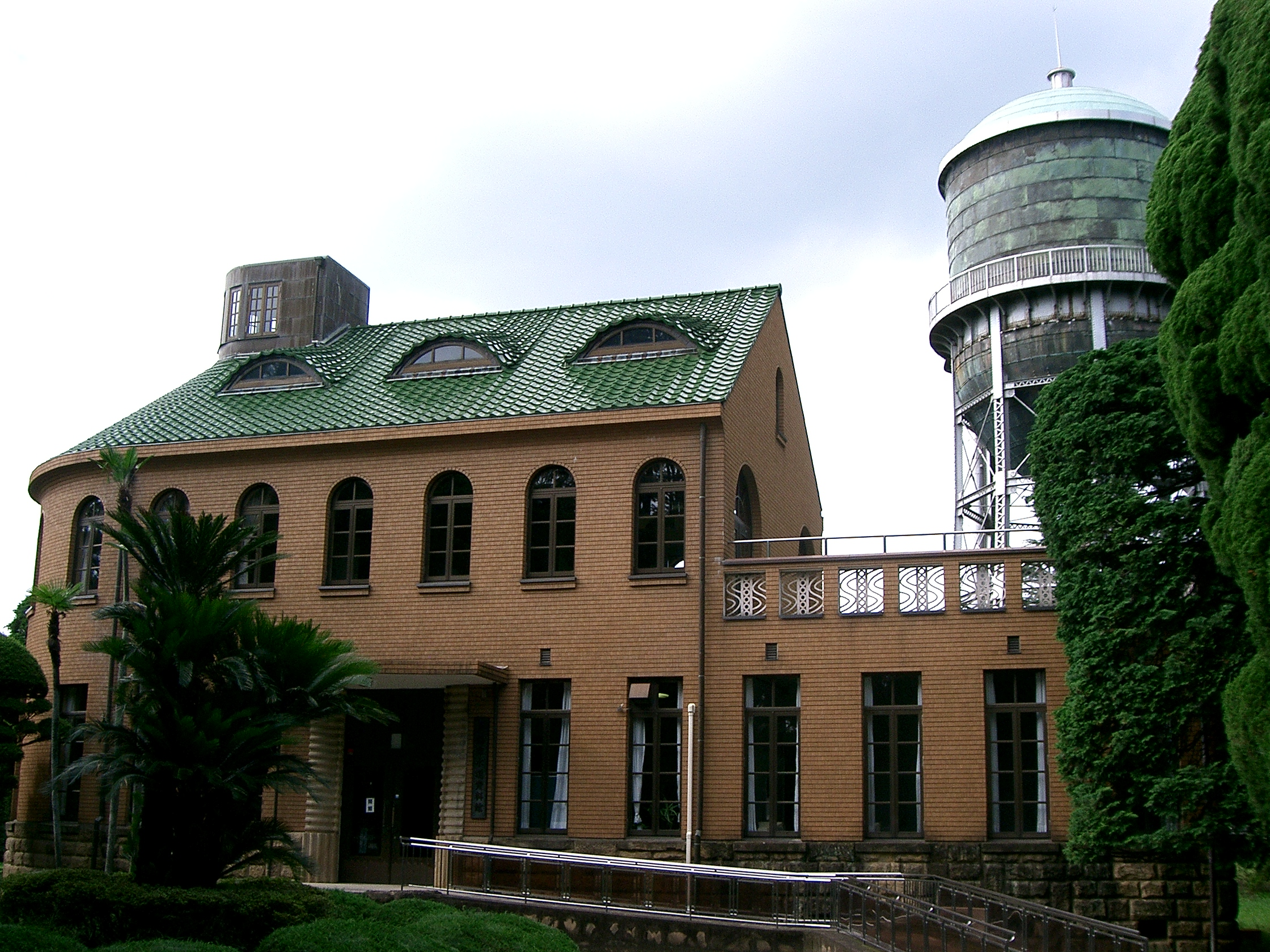
（前橋市水道資料館）
主人公たちが本拠地とする「天知天文研究所」（外観）として撮影に使われている1929年（昭和4年）に建築された近代建築物。
国の登録有形文化財（建造物）

天知天文研究所

ゴセイジャーたちが地上界で世話になる天知家の自宅兼天文台。
- ゴセイジャーが生活する一室が本作品のパーマネントセットとなっており、外観はロケセットである。セットの内装は、設定に基づき洋館の一室として設えられており、データス以外に特殊な設備は存在しない。

### 護星天使関連
護星天使（）
古くから地球を悪から守り続けている種族。外見的には人間と大差なく人間が食べるものを食べ呼吸も大気に依存している。特別の事情がない限り人間には存在を知られないようにしている。場合によっては相手の記憶を消去することもある。
護星天使とは護星界に産まれた者のうち修練を積み特別な資格を得た者だけに与えられる呼称であり、アラタら5人は修行中の見習い護星天使である。変身時に白い翼が一瞬ではあるが展開し、変身が解除された時には羽が舞うが、epic50中盤以降はアラタたちも変身することなく自由に翼を出して飛行しており、着地後は翼が消える。
元々は地上界で生まれた不思議な力を持つ種族で、自らの能力により地上に混乱が起こることを避けるため1万年ほど前に地上界を去り、後に護星界と呼ばれる世界に移住したことが始まりとなっている。
複数の種族があり、それぞれ性格などに特徴がある。地球を護るという使命感は共通であるものの、当初は他の種族に対する理解の足りなさから、いがみ合いや衝突を起こし、チームワークの乱れに繋がることも少なくなかった。なお、確認されているのは以下の3種族。
スカイック族
風、雷、太陽光、雨などの「空」の属性を持つ護星天使の種族。キャッチフレーズは「閃くスカイックパワー」。
性格は能天気で楽天的なタイプが多い。他の種族にも概して友好的である。天装術は風や雷といった天候を利用した種類が中心。空想上のものを含めた翼を持ち空を飛ぶ生物をシンボルにしている。聴力に優れている反面、強烈な騒音には極端に弱い。
エンブレムの形は翼（天使の輪が付いている）。
ランディック族
重力、磁力、マグマ、植物の生命力などの「陸」の属性を持つ護星天使の種族。キャッチフレーズは「猛るランディックパワー」。
筋力に優れ、性格は熱血で勇猛果敢。向こう見ずで猪突猛進なタイプが多く、それゆえにピンチに陥ってしまうこともある。競争心が強く他の種族に対してとくに対抗心やライバル意識を剥き出しにしており、スカイック族の能天気さを大雑把、シーイック族の慎重さを臆病と評するなど、見下すような発言をすることも少なくないが、仲間と認めた相手には深い信頼をよせる。天装術は土や岩石などを利用した種類が中心で、隕石や岩石の性質や出自を手で触れずに読むこともできる。
陸上で活動する動物をシンボルにしている。エンブレムの形は花。
シーイック族
海、川、渦潮などの「海」の属性を持つ護星天使の種族。キャッチフレーズは「冴えるシーイックパワー」。
性格は真面目で冷静沈着、慎重なタイプが多い。天装術は水や氷を利用した種類が中心で、中には姿を変えてしまう術もある。水棲生物をシンボルにしている。
エンブレムの形は波。
古の護星天使（）
作中で何度か語られる一万年前の当時の護星天使たち。地球を毒で汚染された星にしようとした幽魔獣と戦い勝利した。星を護り抜いた英雄で、ゴセイジャーや全ての護星天使たちの大先輩に当たる。
どのような人物たちであったかは不明であるが当時を知るゴセイナイトからは、一人で戦う力と一人で戦う覚悟があったと語っており、基本は単身で幽魔獣と戦っていたらしい。その中で、仲間とともに幽魔獣をエルレイの匣に封印した護星界史上、最強の力を持つ護星天使がいたが、その後を知る者はおらず護星界でも文献が少ない模様（シルエットのみ確認されている）。
実はその最強の護星天使とは一万年前のブラジラであった。

天装術（）
護星天使たちがゴセイパワーを自在に使用するために用いる術。
ゴセイカードはブランクカード状態の紙片に自らのゴセイパワーを刻んだもので、そのカードに秘められた力を解放する装置テンソウダーにゴセイカードを挿入し、パワーを解放させ様々な超常現象を引きだす。術者により得手不得手があり、精神状態や修行によっても使える術の幅が違ってくる模様である。
一万年前の天装術もスカイック・ランディック・シーイックの三属性に分かれていて、パワーは十分にあったが精度に欠けており、他の技が一部混入したりもした。現在のようなゴセイカードを使う精度が高い天装術になったのはごく最近のことらしい。
護星界（）
護星天使たちの故郷。社会構造は、種族の代表からなる合議制で運営され、マスターヘッドの助言によって成り立っている。星を守る任務以外にも様々な職業が存在するらしく平時の際はそれらの仕事に就いているらしい。唯一地上との架け橋であった「天の塔」がデレプタによって破壊されたため、現在地上にいるゴセイジャーは護星界と連絡がつかない。一年に一度「護星祭」というイベントが開かれる。最終回でゴセイジャーが地上に留まることを示唆したため、映像上での描写はほとんどない。
天の塔（）
人間の目には見えない、護星界と地上をつなぐ架け橋。天空から逆さに立つ塔に螺旋階段がついた外観をしている。epic1でデレプタに破壊されたがepic50にて復活した。
天の塔の礎
護星界の全てのゴセイパワーが宿った、天の塔の土台にあたる部分。

## キャスト
アラタ役の千葉雄大、モネ役のにわみきほは本作品がドラマデビュー。アグリの妹・モネ役のみきほは、実際にはアグリ役の浜尾より2学年上である。エリ役のさとう里香は2008年ごろからバラエティ番組を中心に活動していた。東映プロデューサーの若松豪は5人について、本当の天使のように人間離れしてキラキラ輝いていたと評している。
本作品では顔出しの敵幹部が存在しないこともあって、比較的多くの声優が起用されている。特にレギュラー陣では飛田展男・飯塚昭三・宮田幸季・茶風林・小杉十郎太といった本シリーズに出演の経験を持つ声優を多数起用。また、本作品でシリーズ初出演となる小西克幸・井上麻里奈はかねてから本シリーズに出演を切望していた。

### レギュラー・準レギュラー
- アラタ / ゴセイレッド - 千葉雄大
- エリ / ゴセイピンク - さとう里香
- アグリ / ゴセイブラック - 浜尾京介
- モネ / ゴセイイエロー - にわみきほ
- ハイド / ゴセイブルー - 小野健斗
- 天知望 - 中村咲哉（1 - 10,12,13,15 - 24,26,28,30 - 50）
- 天知博士 - 山田ルイ53世（髭男爵）（2,3,8,10,12,15 - 21,23,26,28,30 - 32,35,37,38,40,42,43,45 - 50）

### 声の出演
- ゴセイナイト - 小西克幸 (17 - 50)
- データス - 宮田幸季 (4 - 50)
- 彗星のブレドラン、チュパカブラの武レドラン、サイボーグのブレドRUN、ブラジラ - 飛田展男 (1 - 15,17 - 29,39 - 50)
- 惑星のモンス・ドレイク - 飯塚昭三 (1 - 15)
- 流星のデレプタ - 小山力也 (1 - 12,16)
- ブロブの膜イン - 茶風林 (16 - 32)[注釈 52]
- ビッグフットの筋グゴン - 高口公介 (16 - 32)[注釈 52]
- 10サイのロボゴーグ - 小杉十郎太 (33 - 44)
- エージェントのメタルA - 井上麻里奈 (33 - 44)
- マスターヘッド（2 - 5,10,12,16,18,22,24,29,32,45 - 50）、テンソウダーの声、ナレーション - 沢木郁也

### ゲスト
- ユウタ - 小室優太（1,15）
- タイチ - 阿部考将（1,8,15,39）
- ケンスケ - 星野亜門（1,15,39）
- 母親 - 田村直子、岡優美子（1）
- 敷島蓮子 - 宝積有香 (5)
- 敷島健一 - 渡邉奏人 (5)
- アナウンサー - 沖佳苗（5）、上村愛香（17）、酒巻誉洋（18,36,38[注釈 53]）
- 丈太郎 - 渡辺哲 (7)
- 幸子 - 夏川加奈子 (7)
- 男 - 田中宏幸（7）
- 若き丈太郎 - 山田顕一（7）
- 若き幸子 - 関谷彩花（7）
- 医師 - 大林勝（8）
- 理髪師 - 村岡弘之（8）
- 主婦 - しのへけい子、松山尚子、桜井ひとみ（8）、河野景子（31）
- マジス - 伊藤陽佑 (10)
- さかなクン博士 - さかなクン (10)
- みく - 菊池和澄 (11)
- みくの母親 - 得田舞美（11）
- 医師 - 大川淳一（11）
- 看護師 - 家村英莉（11）
- チアガール - 山崎里奈、大川紫緒里、北裏いちご、君島野乃花、仲宗根ちひろ（スタジオおけいこクラブ）（11）
- 幼いアラタ - 秋山悠介 (13)
- 幼いエリ - 粟生睦未 (13)
- 畑山総理 - 河田義市（17）
- 秘書 - 松澤仁晶（17）
- 運転手 - 田野良樹（17）
- 女の子 - 田中沙季（17）、甲地夏波（37）
- 浅井美代 - 山本愛莉（17）
- コーチ - 竹内康博（17）
- 戸坂イオ - 齊藤夢愛 (18)
- 田村聡 - 小川輝晃 (19)
- 田村今日子 - 広瀬仁美 (19)
- 田村可奈子 - 稲垣鈴夏 (19)
- 本村拓也 - 吉原拓弥 (20)
- 高崎みずき - 馬場梨里杏 (20)
- サラリーマン - 宇賀神明広（20）、久松龍一（27）
- 女性 - 鈴木美帆（20）
- 男性 - 浅田隼也（20）
- カップル - 五辻真吾、加來知恵、岡田一博、ハマカワフミエ（20）、乙黒史誠、寺田万里子（22）、豊島由佳梨、塚本康博（27）、村上めぐみ、浅野有貴（39）
- みずきの友達 - 坂田彩、西平風香（20）
- 男子高生 - 啓周ロベルト（20）
- 女子高生 - 桐川りさ（20）
- 文枝 - 太田美恵 (21)
- 栄子 - 大田沙也加 (21)
- たける - 坂井和久 (21)
- 運転手 - 金時むすこ（21）
- 男 - 柴田鉄平（21）
- 子供 - 伊澤柾樹（22）
- 役場職員 - 本間剛（23）
- モネの母親 - いとうまい子 (25)
- 漫才コンビ - エルシャラカーニ (26)
- お笑い芸人 - テル (26)
- カズミ - 石丸佐知 (27)
- 千香子 - 船岡咲 (27)
- 真紀 - 栗城亜衣 (27)
- 路上ミュージシャン - 和田慎太郎（30）
- アスリート - 伊藤教人（30）
- OL - 松本舞（30）
- 幼い少女 - 五十嵐千尋（30）
- 学生 - 外波山流太（31）
- 中村直人 - 馬場徹 (36)
- 水泳選手 - 佐藤太輔（36）
- スターター - 日野弘毅（36）
- おじさん - 関谷知人（37）
- 管制官 - 後藤公太（38）
- 駅員 - 宮沢天（38）
- 天知裕子の声 - 佐藤ユリ (38)

### スーツアクター
ゴセイレッドのスーツアクターについては、従来の福沢博文が本作品ではブルーを担当し、『超力戦隊オーレンジャー』以降歴代のグリーン、ブルーなどを担当した竹内康博が担当。若松は、竹内のレッドへの起用は念願であったといい、ゴセイレッドの強さを表現するという狙いにあっていたと述べている。竹内自身は変身前を演じる千葉の身長に合わせたのではないかと推測している。またゴセイピンク役の蜂須賀祐一が女性メンバーをレギュラーで担当するのは『轟轟戦隊ボウケンジャー』以来4年ぶりで、以後『特命戦隊ゴーバスターズ』まで女性メンバー役を務めた。
- ゴセイレッド[出典 16] - 竹内康博
- ゴセイピンク[出典 17] - 蜂須賀祐一
- ゴセイブラック[出典 18] - 押川善文
- ゴセイイエロー[出典 19] - 野川瑞穂
- ゴセイブルー[92][93][98][21][99] - 福沢博文
- ゴセイナイト[出典 20]、ゴセイグランド[95]、流星のデレプタ[101][100] - 岡元次郎
- 惑星のモンス・ドレイク[102]、ゴセイグレート[46][60]/グランドゴセイグレート[59][60] - 日下秀昭
- 彗星のブレドラン[103][104] / チュパカブラの武レドラン[104] / サイボーグのブレドRUN[104] / 救星主のブラジラ[104] - 清家利一
- ブロブの膜イン[105] - 大林勝
- エージェントのメタルA[106]、ダークヘッダー[107] - 中川素州
- データス[92][108] - 神尾直子
- データスハイパー[109]、星人、幽魔獣、マトロイド[110] - 佐藤太輔
- 幽魔獣、マトロイド[110] - 田中宏幸
- 幽魔獣[111] - おぐらとしひろ
- 星人[112]、吹き替え[113]、魔虫兵ビービ[114]、補助[115] - 人見早苗

## スタッフ
チーフプロデューサーには、『炎神戦隊ゴーオンジャー』から2年ぶりに日笠淳が再登板。サププロデューサーには『星獣戦隊ギンガマン』以来長らく特撮番組に携わっていなかった若松豪、前作『侍戦隊シンケンジャー』から続投の大森敬仁が参加。このうちの若松は、日笠とともに昭和の黎明期の作品で見られたダブルチーフプロデューサー制を本作品で久々に導入した。epic32を最後に日笠が番組を離れた後は、epic33から若松が単独でチーフプロデューサーを担当。後年のインタビューで日笠は、当初は自身にプロデューサーのオファーがあったが、『ゴーオンジャー』で最後だと思っていたこともあり若い人を起用すべきだと進言し、若松に決定権を委ね日笠がそれをフォローするという体制であったことを証言している。
パイロット監督はベテランの長石多可男が担当。長石を起用した理由について若松は、自身が長石のファンでありアシスタントプロデューサー時代に戦隊を離れる際に再び仕事を共にすることを約束していたからとしている。また、長石は本作品がスーパー戦隊シリーズへの最後の参加作品となった。また前作まで助監督兼任だった加藤弘之はゴセイナイト登場編、新ロボ登場編などの重要エピソードを担当し、本作品の監督陣では最多となる13作品を演出する活躍を見せた。
メインライターは横手美智子が担当。横手を起用した理由について若松は、柔らかさと厳しさを兼ね備えた脚本作りを得意としていたことから適任であると考えたと述べている。また、本作品で初めて東映の共同ペンネームである八手三郎が脚本としてクレジットされた。そのほか、前作『シンケンジャー』でテレビマガジン特製DVDを手がけた下山健人がテレビシリーズに初参加した。下山は初参加ながらマトリンティス退場編の第43話・第44話や劇場版『天装戦隊ゴセイジャーVSシンケンジャー エピックon銀幕』なども手がけているが、下山自身は横手が多忙であったためこき使える若手が自身のみだったのだろうと述べている。
- 原作 - 八手三郎
- 連載 - テレビマガジン、てれびくん
- プロデュース - 佐々木基（テレビ朝日）、日笠淳（ - epic32）・若松豪・大森敬仁（東映）、矢田晃一・深田明宏（東映エージエンシー）
- 脚本 - 横手美智子、荒川稔久、大和屋暁、八手三郎、下山健人、香村純子、石橋大助
- 監督 - 長石多可男、諸田敏、竹本昇、渡辺勝也、中澤祥次郎、加藤弘之、鈴村展弘
- 音楽プロデュース - Project.R
- 音楽 - 三宅一徳 (Project.R)
- 演奏 - フェイスミュージック
- 撮影 - 松村文雄、大沢信吾、岩崎智之、相葉実
- 美術 - 大谷和正
- キャラクターデザイン - 酉澤安施
- 企画協力 - 企画者104
- 監督補 - 渡辺勝也（epic1・2・21・22）
- 助監督 - 荒川史絵、須上和泰
- MA・選曲 - 宮葉勝行
- 音響効果 - 阿部作二（大泉音映）、小川広美（東洋音響）
- ラインプロデューサー - 谷口正洋、平原大志（epic50）
- ラインプロデューサー補 - 青柳夕子（ - epic18）、下前明弘（epic43 - ）
- アクション監督 - 石垣広文、竹田道弘（ジャパンアクションエンタープライズ）
- 特撮研究所
  - 撮影 - 鈴木啓造、岡本純平、野村次郎
  - 照明 - 安藤和也、関澤陽介
  - 美術 - 松浦芳、長谷川俊介
  - 操演 - 中山亨、和田宏之
  - VFXスーパーバイザー - 山本達也
- 特撮監督 - 佛田洋
- 技術協力 - 東映デジタルセンター、BULL、アップサイド、西華産業
- 制作 - テレビ朝日、東映、東映エージエンシー

## 音楽
主題歌
オープニングテーマは『轟轟戦隊ボウケンジャー』でオープニングテーマを担当したNoB、エンディングテーマは『炎神戦隊ゴーオンジャー』のオープニングテーマを担当した高橋秀幸が担当。エンディングでは歌詞が字幕表示される。オープニングテーマとエンディングテーマを収録した主題歌CDは、2010年3月17日に発売された。オリコンの2010年3月29日付週間ランキングでは初登場6位となった。
オープニングテーマ「天装戦隊ゴセイジャー」
作詩：吉元由美 / 作曲：YOFFY / 編曲：Project.R（籠島裕昌） / 歌：NoB (Project.R)
同じくNoBが歌唱を担当した「轟轟戦隊ボウケンジャー」以来のPVが制作されている。また、太鼓の達人シリーズ最新作「14」にも収録されている。
epic42 - 44では、2番の歌詞を使用。epic50ではOPが省略され、挿入歌として使用された。
エンディングテーマ
エンディングの映像は、劇場版公開前後数話分では劇場版の映像が使用された。また通常版のエンディングでは歌詞テロップが表示された。
振り付けはすべてモネ役のにわみきほが担当した。
「ガッチャ☆ゴセイジャー」
作詩：藤林聖子 / 作曲：岩崎貴文 / 編曲：Project.R（大石憲一郎） / 歌：高橋秀幸 (Project.R) 、ヤング・フレッシュ
epic43では、2番の歌詞が使用された。
epic50ではエピローグに挿入される形で使用。スタッフロールは横流れで、歌詞テロップはない。
「ガッチャ☆ゴセイジャー TYPE 2 REMIX」
作詩：藤林聖子 / 作曲：岩崎貴文 / 編曲：Project.R（大石憲一郎） / 歌：高橋秀幸 (Project.R) 、ヤング・フレッシュ
epic8以降、度々使用されるリミックスバージョン。当初は期間限定の予定だったが、予定より使用頻度が上がっている。
メンバー5人がゴセイマイクで歌う映像を使用した販促バージョンであるが、メンバーが歌っているわけではない。
「ガッチャ☆ゴセイジャー 護星天使ヴァージョン」
作詩：藤林聖子 / 作曲：岩崎貴文 / 編曲：Project.R（大石憲一郎） / 歌：ゴセイジャー&高橋秀幸、ヤング・フレッシュ
epic42、44-47で使用された、「ガッチャ☆ゴセイジャー TYPE 2 REMIX」にメンバー5人が加わって歌うバージョン。映像は「ガッチャ☆ゴセイジャー TYPE 2 REMIX」と同じ。
また、Vシネマ『帰ってきた天装戦隊ゴセイジャー last epic』のエンディング曲としても使用された。

挿入歌
『爆竜戦隊アバレンジャー』以降の作品で恒例になっていた各出演者が歌うキャラクターソングが本作品では制作されない代わりに、アバレンジャー以前の作品で見られた出演者の合唱曲が作られている。
「降臨! ゴセイグレート」（第2・3・5・13・20話）
作詞：八手三郎 / 作曲、編曲：三宅一徳 / 歌：NoB （Project.R）
第13話ではインストゥルメンタル版と併用され、第26・46話ではインストゥルメンタル版のみ使用された。
「闘え! そして糧を得よ!」（第5・11・14・27・43話）
作詞：八手三郎 / 作曲：高取ヒデアキ / 編曲：Project.R（高木洋） / 歌：高取ヒデアキ (Project.R)
第5話・第14話ではインストゥルメンタル版と併用された。
「☆Fight☆」（第11話）
作詞：マイクスギヤマ / 作曲、編曲：岩崎貴文 / 歌：五條真由美 (Project.R)
第11話ではインストゥルメンタル版と併用された。
「撃て! その殻を打ち破れ!」（第18話）
作詞：八手三郎 / 作曲：谷本貴義 / 編曲：Project.R（大石憲一郎） / 歌：谷本貴義 (Project.R) 
- 谷本は、作曲にあたって「四つ打ちのノリノリの曲」かつ「派手じゃなくていい」という発注を受け難しかったが、最終的には自身で納得できる曲ができたと述べている。

「データスハイパー 天使と共に」（第42話）
作詞：藤林聖子 / 作曲、編曲：渡辺宙明 / 歌：MoJo
「フェスティバル」
作詞：八手三郎 / 作曲、編曲：池毅 / 歌：串田アキラ
「ゴセイナイトは許さない」（第17・19・22話）
作詞：八手三郎 / 作曲：三宅一徳 / 編曲：Project.R / 歌：宮内タカユキ
第17話ではインストゥルメンタル版と併用された。
「ドラスティック・グランディオン」（第19・28話）
作詞：八手三郎 / 作曲：菊池俊輔 /編曲：亀山耕一郎/ 歌：水木一郎
「スーパーゴセイジャー」（第24・25話）
作詞：YOFFY / 作曲、編曲：IMAJO / 編曲：Project.R（大石憲一郎） / 歌：サイキックラバー (Project.R)
第31話ではインストゥルメンタル版が使用された。
「夢 Dream」（第30話）
作詞：八手三郎 / 作曲・演奏：IMAJO / 歌：和田慎太郎
劇中に登場する路上ミュージシャンの弾き語りとして使用された。
「ゴセイアルティメット〜希望の樹の華」（第32・37話）
作詞：八手三郎 / 作曲：NoB / 編曲：Project.R（籠島裕昌） / 歌：NoB (Project.R)
「Over The Rainbow」
作詞：八手三郎 / 作曲：鈴木盛広 / 編曲：Project.R / 歌：ゴセイジャー（千葉雄大、さとう里香、浜尾京介、にわみきほ、小野健斗）

## 放送日程
- 各サブタイトルの話数は「epic + 数字」で表記。

| 放送日         | 放送回（epic） | サブタイトル                     | 登場怪人 | 脚本       | アクション監督 | 監督       |
| -------------- | -------------- | -------------------------------- | --- | ---------- | -------------- | ---------- |
| 2010年02月14日 | 1              | 護星天使、降臨                   | - ベラスカ星人・塊のミゾーグ（声 - 宇垣秀成） | 横手美智子 | 石垣広文       | 長石多可男 |
| 2月21日        | 2              | ファンタスティック・ゴセイジャー | - グバイデレ星人・UFOのザルワック（声 - 小形満） | 横手美智子 | 石垣広文       | 長石多可男 |
| 2月28日        | 3              | ランディックパワー、分裂         | - ガリュース星人・氷雪のユウゼイクス（声 - 安元洋貴） | 横手美智子 | 石垣広文       | 諸田敏     |
| 3月07日        | 4              | 響け、天使の歌                   | - トッケリク星人・ミューズィックのマズアータ（声 - 石野竜三） | 横手美智子 | 石垣広文       | 諸田敏     |
| 3月14日        | 5              | マジカル・ハイド                 | - バグンテス星人・流感のウチュセルゾー（声 - 中尾隆聖） | 荒川稔久   | 石垣広文       | 竹本昇     |
| 3月21日        | 6              | ブレイクアウト・ゴセイジャー     | - イラブンゴラ星人・韋駄天のヒドウ（声 - 高木渉） | 荒川稔久   | 石垣広文       | 竹本昇     |
| 3月28日        | 7              | 大地を護れ!                      | - ズテラメドロプ星人・研究のアバウタ（声 - 野島昭生） | 大和屋暁   | 石垣広文       | 渡辺勝也   |
| 4月04日        | 8              | ゴセイパワー、暴走               | - トツネホ星人・出鱈目のファンダホー（声 - 高戸靖広） | 大和屋暁   | 石垣広文       | 渡辺勝也   |
| 4月11日        | 9              | ガッチャ☆ゴセイガールズ          | - ブスワ星人・女王蜂のイリアン（声 - ゆかな） | 横手美智子 | 石垣広文       | 中澤祥次郎 |
| 4月18日        | 10             | ハイドの相棒                     | - ルビーウ星人・5000℃のクラスニーゴ（声 - 前野智昭） | 横手美智子 | 石垣広文       | 中澤祥次郎 |
| 4月25日        | 11             | スパーク・ランディックパワー     | - ダイケシ星人・電撃のヨークババンガー（声 - 塩屋浩三） | 荒川稔久   | 石垣広文       | 加藤弘之   |
| 5月02日        | 12             | ミラクル・ゴセイヘッダー大集合   | - ズティンマ星人・流星のデレプタ | 荒川稔久   | 石垣広文       | 加藤弘之   |
| 5月09日        | 13             | 走れ!ミスティックランナー        | - ホグンロ星人・変わり種のパワードダーク（声 - 松本保典） | 大和屋暁   | 石垣広文       | 竹本昇     |
| 5月16日        | 14             | 最強タッグ誕生!                  | - スアイラゴ星人・衛星のターゲイト（声 - 稲田徹） | 大和屋暁   | 石垣広文       | 竹本昇     |
| 5月23日        | 15             | カウントダウン! 地球の命         | - モンス星人・惑星のモンス・ドレイク - 彗星のブレドラン | 横手美智子 | 石垣広文       | 中澤祥次郎 |
| 5月30日        | 16             | ダイナミック・アラタ             | - ズティンマ星人・流星のデレプタ | 横手美智子 | 石垣広文       | 中澤祥次郎 |
| 6月06日        | 17             | 新たな敵!幽魔獣                  | - ツチノコのト稀ヅ（声 - 長嶝高士） | 荒川稔久   | 石垣広文       | 加藤弘之   |
| 6月13日        | 18             | 地球を浄める宿命の騎士           | - ミイラのゼイ腐（声 - 若本規夫） | 荒川稔久   | 石垣広文       | 加藤弘之   |
| 6月20日        | 19             | ゴセイナイトは許さない           | - 河童のギエム郎（声 - 大友龍三郎） | 八手三郎   | 石垣広文       | 竹本昇     |
| 6月27日        | 20             | フォーリンラブ・ゴセイジャー     | - ケサランパサランのペサラン挫（声 - 森訓久） | 下山健人   | 石垣広文       | 竹本昇     |
| 7月04日        | 21             | エレガント・エリ                 | - グレムリンのワライコ僧（声 - 鈴木千尋） | 横手美智子 | 石垣広文       | 長石多可男 |
| 7月18日        | 22             | オーバー・ザ・レインボー         | - ネッシーのウオボ渦（声 - 森田順平） | 横手美智子 | 石垣広文       | 長石多可男 |
| 7月25日        | 23             | 燃えろ!ゴセイジャー              | - スカイフィッシュのザイ粉（声 - 勝杏里） | 荒川稔久   | 石垣広文       | 中澤祥次郎 |
| 8月01日        | 24             | ミラクルアタック・ゴセイジャー   | - ブロッケン妖怪のセマッタ霊（声 - 松田重治） - 幻幽魔獣軍団 | 荒川稔久   | 石垣広文       | 中澤祥次郎 |
| 8月08日        | 25             | ノスタルジック・モネ             | - 妖精のサラワレテ居（声 - 杉本ゆう） | 下山健人   | 石垣広文       | 加藤弘之   |
| 8月15日        | 26             | 護星天使、爆笑!                  | - 天狗のヒッ斗（声 - おぐらとしひろ） | 下山健人   | 石垣広文       | 加藤弘之   |
| 8月22日        | 27             | 目覚めろ、アグリ!                | - 人魚のジョ言（声 - 松野太紀） | 横手美智子 | 石垣広文       | 竹本昇     |
| 8月29日        | 28             | おとうさんの宝物                 | - 遮光器土偶のピカリ眼（声 - 沖佳苗） | 横手美智子 | 石垣広文       | 竹本昇     |
| 9月05日        | 29             | ゴセイジャーを封印せよ!          | - チュパカブラの武レドラン | 横手美智子 | 石垣広文       | 中澤祥次郎 |
| 9月12日        | 30             | ロマンティック・エリ             | - 獏のエルムガイ夢（声 - 伊丸岡篤） | 香村純子   | 石垣広文       | 中澤祥次郎 |
| 9月19日        | 31             | ネバーギブアップ!ゴセイジャー    | - ブロブの膜イン - ビッグフットの筋グゴン | 荒川稔久   | 石垣広文       | 加藤弘之   |
| 9月26日        | 32             | 究極の奇跡を起こせ!              | - ブロブの膜イン - ビッグフットの筋グゴン | 荒川稔久   | 石垣広文       | 加藤弘之   |
| 10月03日       | 33             | 恐怖のマトリンティス帝国         | - シールドのザンKT（声 - 武虎） | 八手三郎   | 石垣広文       | 渡辺勝也   |
| 10月10日       | 34             | ゴセイナイト・ジャスティス       | - シュートのザンKT2（声 - 武虎） | 横手美智子 | 石垣広文       | 渡辺勝也   |
| 10月17日       | 35             | パーフェクトリーダーを探せ!      | - マッハのズテルS（声 - 千葉一伸） | 香村純子   | 石垣広文       | 中澤祥次郎 |
| 10月24日       | 36             | 走れ、アグリ!                    | - スキャンのバザルソLJ（声 - 髙階俊嗣） | 石橋大助   | 石垣広文       | 中澤祥次郎 |
| 10月31日       | 37             | エキサイト・モネ                 | - バイタルのアドボルテG（声 - 星野充昭） | 横手美智子 | 石垣広文       | 加藤弘之   |
| 11月07日       | 38             | アリスVSゴセイナイト             | - エージェントのメタルA | 横手美智子 | 石垣広文       | 加藤弘之   |
| 11月14日       | 39             | エピック・ゼロ                   | - タイマーのバクトフージER（声 - 坂口候一） | 横手美智子 | 石垣広文       | 渡辺勝也   |
| 11月21日       | 40             | ストロング・アラタ               | - タイマーのバクトフージER（声 - 坂口候一） | 横手美智子 | 石垣広文       | 渡辺勝也   |
| 11月28日       | 41             | 爆発!仲間の絆                    | - ニュートラルのアインI（声 - 山口勝平） | 下山健人   | 石垣広文       | 鈴村展弘   |
| 12月05日       | 42             | 情熱的ハイド                     | - イミテイションのサロゲDT（声 - 宮内尊寛） | 香村純子   | 石垣広文       | 鈴村展弘   |
| 12月12日       | 43             | 帝国総攻撃                       | - ショートのザンKT3（声 - 勇吹輝） - 10サイのロボゴーグ | 下山健人   | 石垣広文       | 加藤弘之   |
| 12月19日       | 44             | 究極の最終決戦                   | - 10サイのロボゴーグ - エージェントのメタルA | 下山健人   | 石垣広文       | 加藤弘之   |
| 12月26日       | 45             | 救星主、誕生                     | - サイボーグのブレドRUN - 救星主のブラジラ | 横手美智子 | 石垣広文       | 加藤弘之   |
| 2011年01月09日 | 46             | 狙われたゴセイナイト             | - オルトウロスヘッダーのナモノ・ガタリ（声 - 今村卓博〈ナモノ〉、津久井教生〈ガタリ〉）                                                                                    | 横手美智子 | 竹田道弘       | 渡辺勝也   |
| 1月16日        | 47             | 地球救星計画の罠                 | - ユニベロスヘッダーのバリ・ボル・ダラ（声 - 江川央生）（epic47） - ヒドラパーンヘッダーのロー・オ・ザー・リ（声 - 家中宏） - グランディオンヘッダーのダーク・ゴセイナイト | 横手美智子 | 竹田道弘       | 渡辺勝也   |
| 1月23日        | 48             | 闘うゴセイパワー                 | - ユニベロスヘッダーのバリ・ボル・ダラ（声 - 江川央生）（epic47） - ヒドラパーンヘッダーのロー・オ・ザー・リ（声 - 家中宏） - グランディオンヘッダーのダーク・ゴセイナイト | 横手美智子 | 竹田道弘       | 渡辺勝也   |
| 1月30日        | 49             | 未来への闘い                     | - 救星主のブラジラ | 横手美智子 | 竹田道弘       | 竹本昇     |
| 2月06日        | 50             | 地球を護るは天使の使命           | - 救星主のブラジラ | 横手美智子 | 竹田道弘       | 竹本昇     |

## 他媒体展開

### 映像ソフト化
いずれも発売元は東映ビデオ。
- テレビシリーズの再編集版は、「HEROクラブ」より2010年5月21日から6月21日にかけて全2巻がリリースされた。
- テレビシリーズのDVDは2010年7月21日から2011年6月21日にかけて、全12巻（各巻4話（11・12巻のみ5話）収録）がリリースされた。

### 他テレビシリーズ
『海賊戦隊ゴーカイジャー』
テレビシリーズ第40話にメタルAが、第50話に天知秀一郎が登場。レジェンド大戦を描いたシーンやゴーカイジャーが力を使う形でゴセイジャーが登場。
『動物戦隊ジュウオウジャー』
テレビシリーズ第29話に、バングレイが再生させた者の一体として救世主のブラジラが登場。
『パワーレンジャー・メガフォース』
英語版ローカライズ作品パワーレンジャーシリーズの第17作目で、第1シーズンにあたる。

### 映画作品
特記の無いものを除き、いずれの作品にもゴセイジャーが登場。
『侍戦隊シンケンジャーVSゴーオンジャー 銀幕BANG!!』
前作『侍戦隊シンケンジャー』と前々作『炎神戦隊ゴーオンジャー』のクロスオーバー作品。テレビシリーズ開始前の先行登場となった。
『天装戦隊ゴセイジャー エピックON THEムービー』
2010年8月7日公開。前年の夏に続き3Dでの上映（2Dも上映）。同作品よりゴセイナイトも映画作品に登場。
『天装戦隊ゴセイジャーVSシンケンジャー エピックon銀幕』
2011年1月22日公開。
『ゴーカイジャー ゴセイジャー スーパー戦隊199ヒーロー大決戦』
2011年6月11日公開。スーパー戦隊シリーズ35作目を記念したクロスオーバー作品。天知望やブラジラを始めとする悪しき魂も登場。
『海賊戦隊ゴーカイジャー THE MOVIE 空飛ぶ幽霊船』
2011年8月6日公開。本作品からはビービのみ登場。
『海賊戦隊ゴーカイジャーVS宇宙刑事ギャバン THE MOVIE』
2012年1月21日公開。本作品からはドレイク、筋グゴン、ロボゴーグのみ登場。
『仮面ライダー×スーパー戦隊 スーパーヒーロー大戦』
2012年4月21日公開。スーパー戦隊シリーズと仮面ライダーシリーズのクロスオーバー作品。ブラジラを始めとする悪しき魂や、同作品オリジナルのゴセイカードも登場。
『機界戦隊ゼンカイジャー THE MOVIE 赤い戦い! オール戦隊大集会!!』
2021年2月20日公開。ゴセイレッド、ビービが登場。

### オリジナルDVD
『帰ってきた天装戦隊ゴセイジャー last epic』
2011年6月リリース。スーパー戦隊Vシネマ。
『なりきりムービー 天装戦隊ゴセイジャー Special Epic ニューヒーロー降臨!』
2010年4月よりキッズフォトバンダイスタジオで撮影されている、幼児自身が作品に登場できるオリジナルストーリーDVD。2007年の『獣拳戦隊ゲキレンジャー』から第4弾。撮影特典として非売品のクリアレッド成型のドラゴンヘッダーがプレゼント。登場するウォースターはUFOのザルワック。2011年2月28日のスタジオ閉館に伴い、同作品がスタジオ上映作品の最終作となった。
- 監督：加藤弘之
- 撮影：大沢信吾
- アクション監督：石垣広文
- 制作：バンダイ

『天装戦隊ゴセイジャー スペシャルDVD ガッチャ☆ミラクル!総集編!!』
テレビマガジン応募者全員サービスDVD。
キャスト
- アラタ - 千葉雄大
- 天知望 - 中村咲哉

声の出演
- データス - 宮田幸季
- ゴセイナイト - 小西克幸

スーツアクター
- 岡元次郎
- 神尾直子

スタッフ
- 原作・脚本 - 八手三郎
- 監督 - 鈴村展弘

### 吉本新喜劇
『天装戦隊ゴセイジャーとよしもと新喜劇じゃ〜』
2010年2月のシンケンジャーに続き、吉本新喜劇にゴセイジャーが客演する舞台で同年7月27日から3日間なんばグランド花月で4公演開催。吉本新喜劇側からは川畑泰史、池乃めだか、井上竜夫、Mr.オクレ、島木譲二、浅香あき恵、未知やすえ、島田珠代らが出演。ゴセイジャーは変身後のみの出演。

### オリジナルアルバム
『天装戦隊ゴセイジャー 天奏音楽館1』
2010年5月19日発売。ラジオドラマ部分にはオリジナルのウォースターの幹部、犀星のドルンパスが登場。
『天装戦隊ゴセイジャー 天奏音楽館2 ゴセイソングフェスタ』
2010年7月21日発売。ラジオドラマ部分では天知博士らが企画したカラオケ大会の練習をするゴセイジャーの様子が描かれており、これに合わせて収録曲も彼ら自身が歌っているという設定になっている。
『天装戦隊ゴセイジャー 天奏音楽館3 ミラクル&ワンダーエピック』
2010年9月22日発売。ラジオドラマ部分にはオリジナルの幽魔獣、ポルターガイストのビートゥースが登場。収録曲はゴセイナイト関連のテーマ曲や、『エピック ON THEムービー』での使用楽曲が中心となっている。
『天装戦隊ゴセイジャー 天奏音楽館4&5 ダイナミックフィナーレ』
2010年11月17日発売。例年と同様にラジオドラマはないものの、第4巻と第5巻をセットにした増量版となっており、番組後半用に製作された楽曲や、これまでのアルバムに収録できなかった楽曲などを中心に構成されている。

## CS放送
- テレ朝チャンネル1

2013年5月から2014年4月にかけて、複数回にわたり再放送を実施。
- 東映チャンネル
  - 2017年4月 - 10月
  - 2019年1月 - 7月（いずれも「スーパーヒーローワールド」枠にて放送）

## ネット配信
- 東映特撮 YouTube Official
  - 2019年8月30日 - 2020年2月21日
  - 2024年2月18日 -

## その他
- 2011年1月30日に発生した、東京ドームシティのジェットコースターの男性の転落事故死の影響により、2月6日から3月6日にかけてGロッソで行われるはずだった「ゴセイジャー 素顔の戦士」のショーは中止となった。テレビシリーズ最終回のCM中にも、中止のテロップが流されている。またこれとは別に2011年3月に発生した東北地方太平洋沖地震の影響により、浜松と仙台で開催予定だったファイナルツアー公演が中止されたほか、四国放送でも3月11日に放送予定の最終回が3月25日に延期された。
- 1985年の『電撃戦隊チェンジマン』以降、長年わたって後楽園ゆうえんちのスーパー戦隊ショーのナレーションを務めた神谷明が本作品を最後にCMのナレーションを降板。その後の後楽園ゆうえんちのスーパー戦隊ショーCMのナレーションは、毎年各作品ごとに若手声優が担当している。